# Schlacht um Guadalcanal
Tulagi und Gavutu-Tanambogo – Savo Island – Tenaru – Ost-Salomonen – Bloody Ridge – Operationen am Fluss Matanikau – Cape Esperance – Henderson Field – Santa-Cruz-Inseln – Matanikau-Offensive – Koli Point – Carlsons Patrouille – Guadalcanal – Tassafaronga – Mount Austen – Rennell Island – Operation Ke – Operation Cleanslate
Südliche Salomonen

1942

Tulagi –
Guadalcanal

1943

Operation I –
Operation Vengeance –
Operation SO und SE
Zentral-Salomonen

1943

New Georgia –
Kula-Golf –
Kolombangara –
Vella-Golf –
Dogeared –
Vella Lavella –
Operation SE
Nördliche Salomonen

1943–1945

Treasury-Inseln –
Choiseul –
Kaiserin-Augusta-Bucht –
Bougainville –
Green Islands
Die Schlacht um Guadalcanal, auch bekannt unter dem US-amerikanischen Codenamen Operation Watchtower, war einer der Wendepunkte des Zweiten Weltkriegs auf dem pazifischen Kriegsschauplatz. Zum ersten Mal gingen die US-Streitkräfte gegen Japan, das seit Dezember 1941 einen großen Teil des westlichen Pazifik besetzt hatte, in die Offensive. Vom August 1942 bis in den Februar 1943 war die Insel Guadalcanal der Brennpunkt sehr heftiger Kämpfe zu Lande, zu Wasser und in der Luft. Auch die Nachschubwege nach Guadalcanal waren dabei heftig umkämpft. Beide Seiten verloren Flugzeugträger, mehrere Kreuzer und zahlreiche kleinere Schiffe.
Im Verlauf des Konfliktes um Guadalcanal wurden etwa 50 Schiffe beider Seiten durch Luftangriffe und in Seeschlachten versenkt, so dass man den Gewässern um Lunga den Namen Ironbottom Sound (Eisengrundsund) gab. Auf Seiten der Amerikaner überstieg am Ende der Auseinandersetzungen die Zahl der auf See getöteten Matrosen die Zahl der in den monatelangen zähen Dschungelkämpfen gefallenen Soldaten. Bei den zahlreichen Luftkämpfen verlor Japan darüber hinaus aber auch die meisten seiner noch verbliebenen vor dem Krieg ausgebildeten Piloten. Deren Ersatz, vorzeitig von den Schulen genommen, fiel schneller aus und musste seinerseits ersetzt werden. Das fliegerische Niveau der japanischen Piloten sank seither stetig und führte am Ende schließlich zur Kamikaze, dem einzigen noch verbliebenen Mittel der Gegenwehr.

## Vorgeschichte

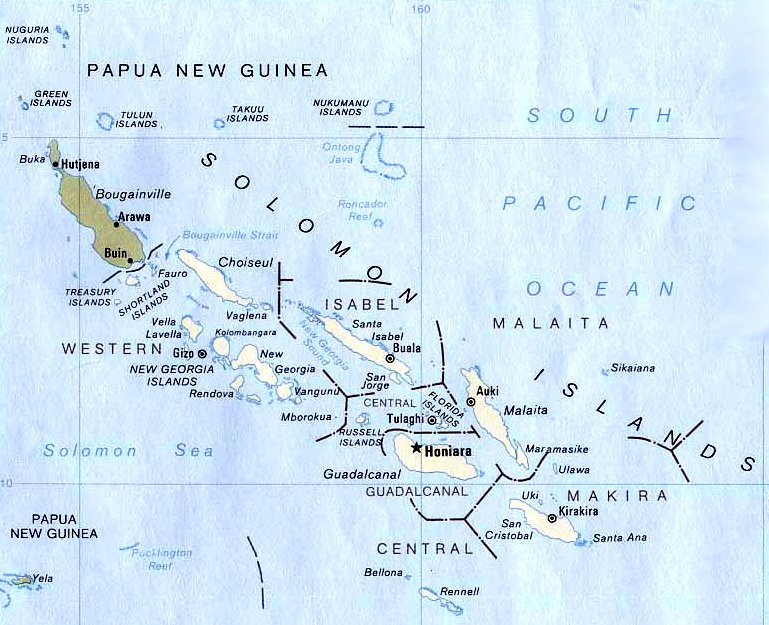
Die Salomonen

Schon Anfang Mai 1942 gelang es den japanischen Streitkräften im Rahmen der Operation MO einen Stützpunkt auf der Insel Tulagi, nördlich von Guadalcanal zu errichten (→ Japanische Invasion von Tulagi). Im Frühsommer weiteten die Japaner ihr Gebiet dann auch auf Guadalcanal selbst aus und begannen einen kleinen Luftwaffenstützpunkt in der Nähe von Honiara zu errichten, genannt Lunga Point, nach dem gleichnamigen Flussdelta in der näheren Umgebung. Mit diesem Flugfeld hätten die Japaner die Kontrolle über die Süd-Salomonen gewonnen. Die australischen Nachschubwege und auch Neuguinea waren von hier aus erreichbar. Als dem US-amerikanischen Oberkommando (JCS: Joint Chiefs of Staff) im frühen Sommer 1942 bekannt wurde, dass die Japaner auf Guadalcanal ein Flugfeld errichteten, beschloss es auf Betreiben von Admiral Ernest King, dem Oberkommandierenden der US-Marine, dass die Gegenoffensive der Alliierten in Guadalcanal ihren Anfang nehmen solle. Die Insel gewann durch die Errichtung eines Flugfelds strategische Bedeutung, da japanische Langstreckenbomber des Typs Mitsubishi G4M in der Lage gewesen wären, den Seeweg zwischen den USA und Australien anzugreifen.

## Landung

### Guadalcanal

#### Die amerikanische Landung

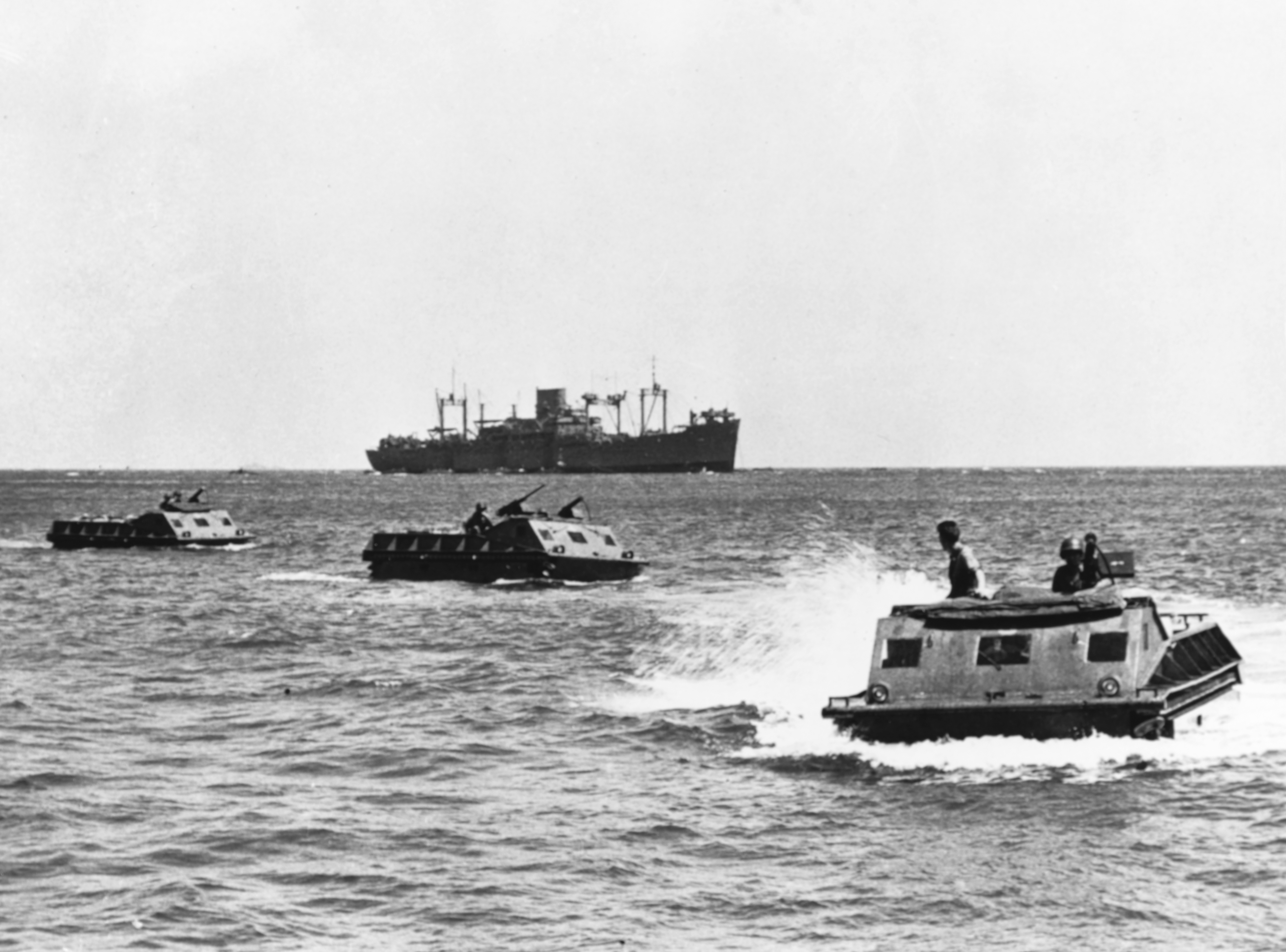
Amphibische Landungseinheiten auf dem Weg zum Strand von Guadalcanal. Das Schiff im Hintergrund ist die President Hayes.

In der Nacht zum 7. August 1942 brachte die Task Force 61 unter Vizeadmiral Frank Jack Fletcher rund 19.000 amerikanische Marineinfanteristen in Stellung, um die Insel Guadalcanal und das etwas nördlich gelegene, kleinere Tulagi anzugreifen und zu besetzen. Die Landungsflotte, die Task Group 61.2, bestehend aus 13 großen Truppentransportern, sechs großen Versorgungseinheiten und vier kleineren Transport-Zerstörern, wurde dabei begleitet von acht Kreuzern, darunter drei australischen, 15 Zerstörern und fünf schnellen Minensuchbooten. Diese Streitmacht wurde geführt von Rear Admiral Richmond Kelly Turner. Weiter draußen auf See lag die Task Group 61.1, die drei Flugzeugträger (Saratoga, Enterprise und Wasp), mit insgesamt etwa 250 Flugzeugen, sowie das Schlachtschiff North Carolina, sechs Kreuzer, 16 Zerstörer und fünf Versorgungstanker umfasste. Sie standen alle unter dem Kommando von Rear Admiral Leigh Noyes. Die lange Schlacht um Guadalcanal begann kurz nach 6 Uhr morgens mit dem Beschuss der japanischen Stellungen in der Nähe von Lunga Point durch den schweren Kreuzer Quincy.

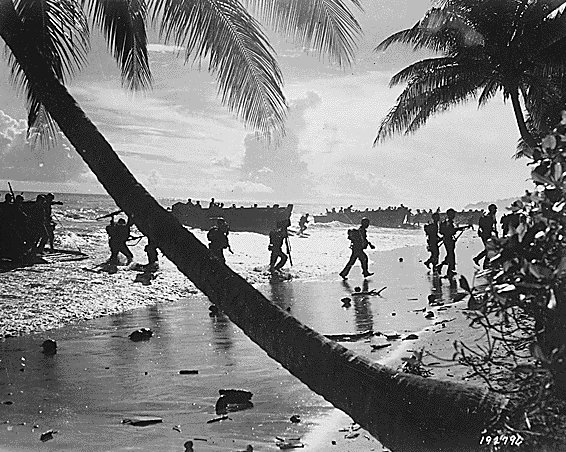
Landung amerikanischer Truppen des 160. Infanterieregiments am Strand von Guadalcanal

Die 1st Marine Division der US-Marines unter Major General Alexander A. Vandegrift landete gegen 9 Uhr am Red Beach, einem kleinen, grausandigen Strand in der Nähe des Tenaru-Flusses. Aufgrund ihrer zahlenmäßigen Überlegenheit stießen die Marines hier nur auf wenig Widerstand. Die japanischen Verteidiger erlitten hohe Verluste und hatten keine nennenswerten Erfolge. Am 9. August war der größte Teil der 19.000 Marineinfanteristen an Land gebracht. Am Nachmittag des Folgetages waren die Amerikaner im Besitz des fast fertiggestellten Flugplatzes. Die überlebenden japanischen Einheiten hatten sich weit ins Inselinnere zurückgezogen und überließen den Eroberern viel wertvolles Ausrüstungsmaterial, was sich in der Folgezeit noch als sehr nützlich für die neuen Besitzer herausstellen sollte.

Eine typische Vorgehensweise für damalige Landungsoperationen war das planlose Heranbringen des Nachschubs. Das Entladen der Schiffe ging so schnell vonstatten, dass nach relativ kurzer Zeit die Strände rund um Lunga Point mit Material vollgestellt waren, das nicht schnell genug ins Landesinnere geschafft werden konnte. Japanische Luftangriffe störten dieses Unterfangen kaum. Als aber die Transportschiffe am 9. August abgezogen wurden, war nicht eines von ihnen vollständig entladen worden. Dies hatte zur Folge, dass über die nächsten Wochen Versorgungsengpässe auftraten, als die Japaner mit Luft- und Seeattacken versuchten, das strategisch wichtige Flugfeld zurückzuerobern. Ebenso konnten nicht alle Vorräte und Soldaten an Land gebracht werden, da Admiral Fletcher keine Seeschlacht mit unterlegenen Kräften führen wollte und daher seine Flotte nur zwei Tage nahe der Landungszone beließ. Vandergrift ließ die Transportflotte einen Tag später den Rückzug antreten.

#### Japanische Gegenschläge

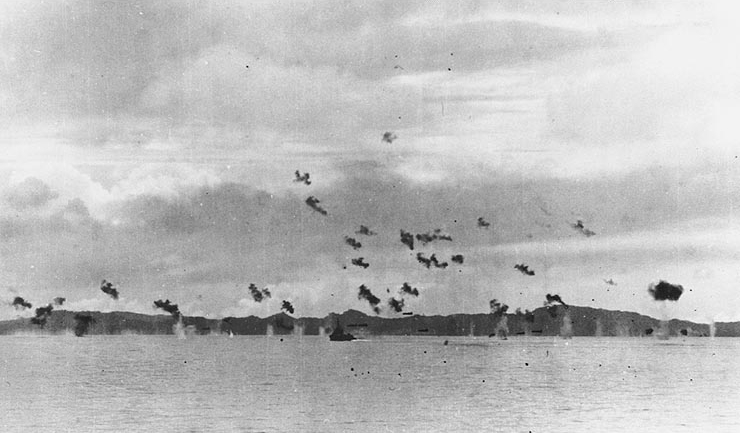
Japanische Torpedoflugzeuge im Abwehrfeuer

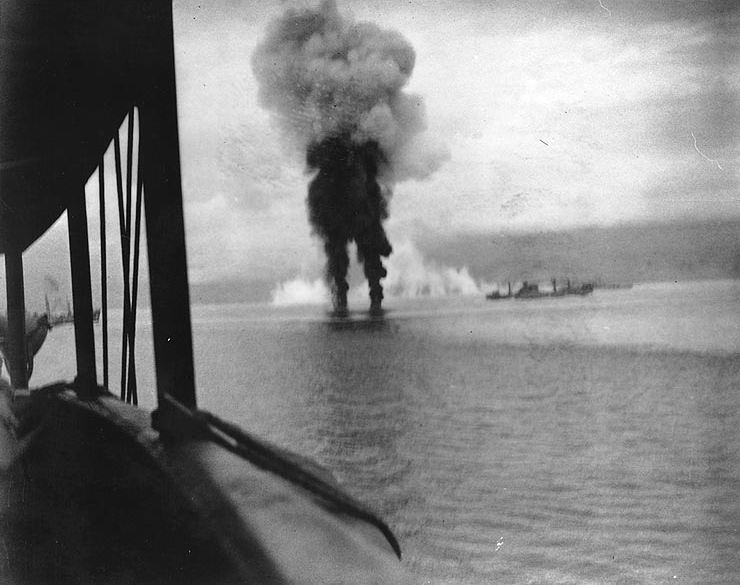
Aufsteigender Rauch von zwei abgeschossenen japanischen Flugzeugen

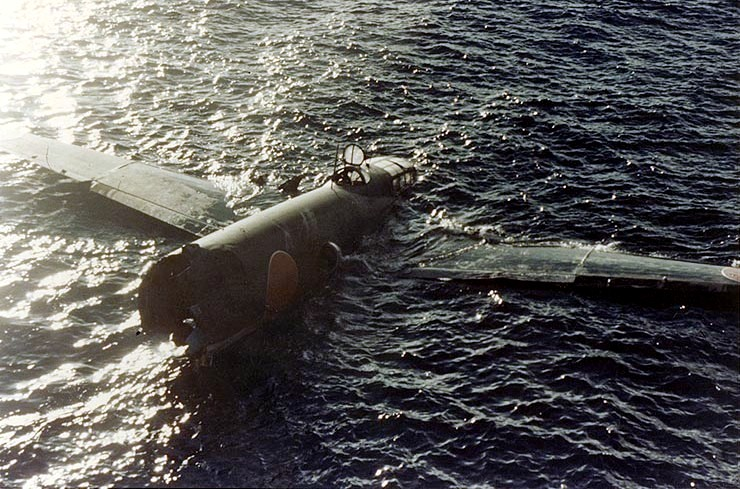
Japanischer Bomber vom Typ Mitsubishi G4M (Codename: Betty) im Meer

Die Reaktion der Japaner auf die Landung erfolgte schnell, war aber nicht erfolgreich. In Rabaul, der nächsten japanischen Basis, stellte Vizeadmiral Mikawa Gun’ichi eine kleine Hilfstruppe zusammen und schiffte sie Richtung Guadalcanal ein. Einer der Transporter wurde in der Nacht von dem amerikanischen U-Boot S-38 versenkt. 300 Mann starben und der Truppentransport kehrte um. Unterdessen starteten von Rabaul japanische Flugzeuge, um die amerikanischen Flugzeugträger zu suchen. Da sie diese nicht fanden, tauchten sie am frühen Nachmittag des 7. August über der Invasionsflotte auf. 27 Bomber und einige Zero-Kampfflugzeuge bombardierten aus großer Höhe die Landungstruppen und Schiffe. Alle Maschinen gingen durch amerikanische Jagdmaschinen, die von den Trägern gestartet waren, verloren oder wasserten auf dem Rückweg. Sie hatten fast keine Schäden angerichtet. Auch am nächsten Tag gingen die japanischen Flugzeugattacken weiter. Die Japaner griffen wieder mit Torpedos die Landungsflotte an. Die Schiffe lagen mittlerweile relativ gut geschützt in einem Sund. Ein Torpedo traf einen Zerstörer in den Bug und ein abstürzender Bomber ein Transportschiff, das daraufhin sank. Durch Flakbeschuss von den Schiffen verlor die japanische Luftwaffe die Hälfte der eingesetzten Maschinen.

### Tulagi, Gavutu und Tanambogo

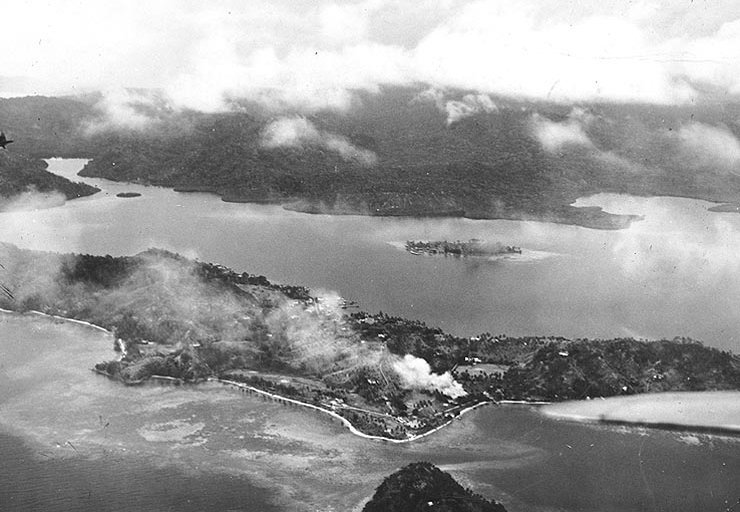
Feuer auf Tulagi

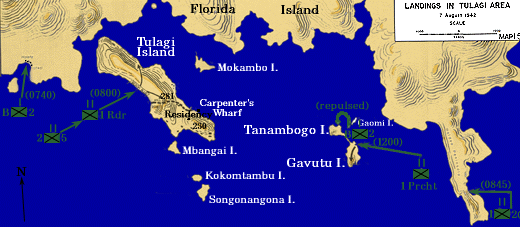
Landungen auf Tulagi und Gavutu

Gegen 8 Uhr landeten alliierte Marineinfanterieeinheiten im Südwesten der kleinen Insel Tulagi nördlich von Guadalcanal. Sie bildeten eine Frontlinie quer über die kleine Insel und versuchten die Japaner nach Osten zu drängen. Ein leichter Kreuzer und zwei Zerstörer beschossen die Japaner mit ihrer Artillerie. Die 500 auf der Insel stationierten Japaner gehörten ebenfalls einer Marineinfanterieeinheit an. Am Abend des 7. August hatten die Amerikaner die stark dezimierten Japaner in den Südosten der Insel zurückgedrängt. In der Nacht unternahmen die Japaner einige Ausbruchsversuche, aber als von Guadalcanal amerikanische Verstärkung übersetzte, wurde die Insel schnell eingenommen. Es dauerte noch einige Tage, bis die letzten japanischen Verteidiger überwunden werden konnten. Die Kämpfe kosteten 45 amerikanische Marineinfanteristen und fast alle Japaner das Leben. Tulagi wurde zur Unterstützung der Kämpfe auf Guadalcanal als Nothafen für beschädigte Schiffe und Stützpunkt für Wasserflugzeuge und PT-Schnellboote eingerichtet.

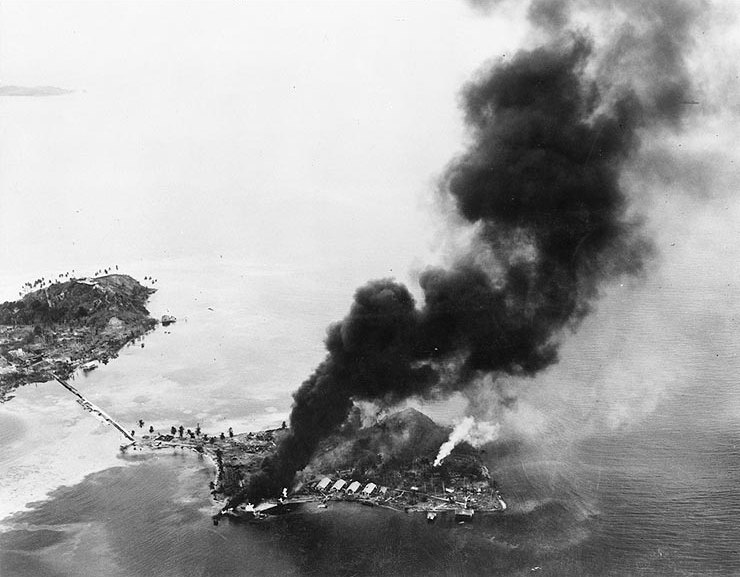
Gavutu und Tanambogo am Angriffstag

Die beiden Inseln Gavutu und Tanambogo ein paar Meilen östlich waren genauso hart umkämpft wie Tulagi. Dort unterhielten die Japaner eine von den Australiern im Mai eroberte Station für Wasserflugzeuge. Nachdem alle Maschinen von amerikanischen Trägerflugzeugen zerstört worden waren, blieb den Piloten, dem Bodenpersonal und einigen Marinesoldaten nur die Möglichkeit, als Infanteristen weiterzukämpfen. Beide Inseln wurden zwar vor der Landung bombardiert, aber die Japaner konnten gerade auf Gavutu noch erheblichen Widerstand leisten. Die Kämpfe zogen sich über den ganzen Tag und die folgende Nacht hin. Erst nachdem am Morgen des 8. August Verstärkung für die Amerikaner eintraf, konnte die Insel eingenommen werden. Der Angriff auf Tanambogo am Nachmittag des 7. August war ein Fehlschlag, so dass die Insel auch am nächsten Tag noch in japanischer Hand war. Schwere Bombardements von Navy-Schiffen ermöglichten den Amerikanern dann die Einnahme der Insel. Aber genau wie auf Tulagi dauerte es Tage, bis der Kampfgeist einiger weniger Japaner gebrochen war. 70 Marines verloren ihr Leben und nur wenige Japaner wurden gefangen genommen.

## Weiterer Ablauf

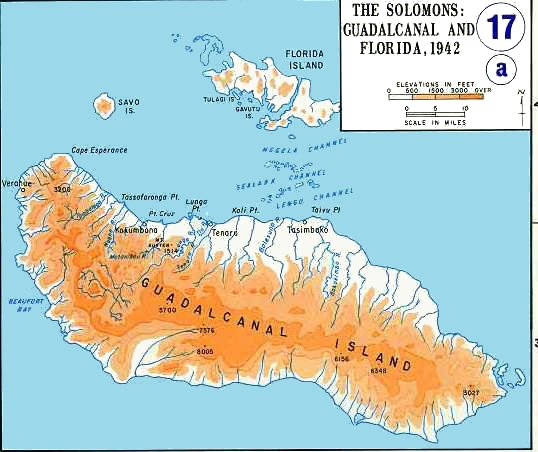
Guadalcanal im Jahr 1942

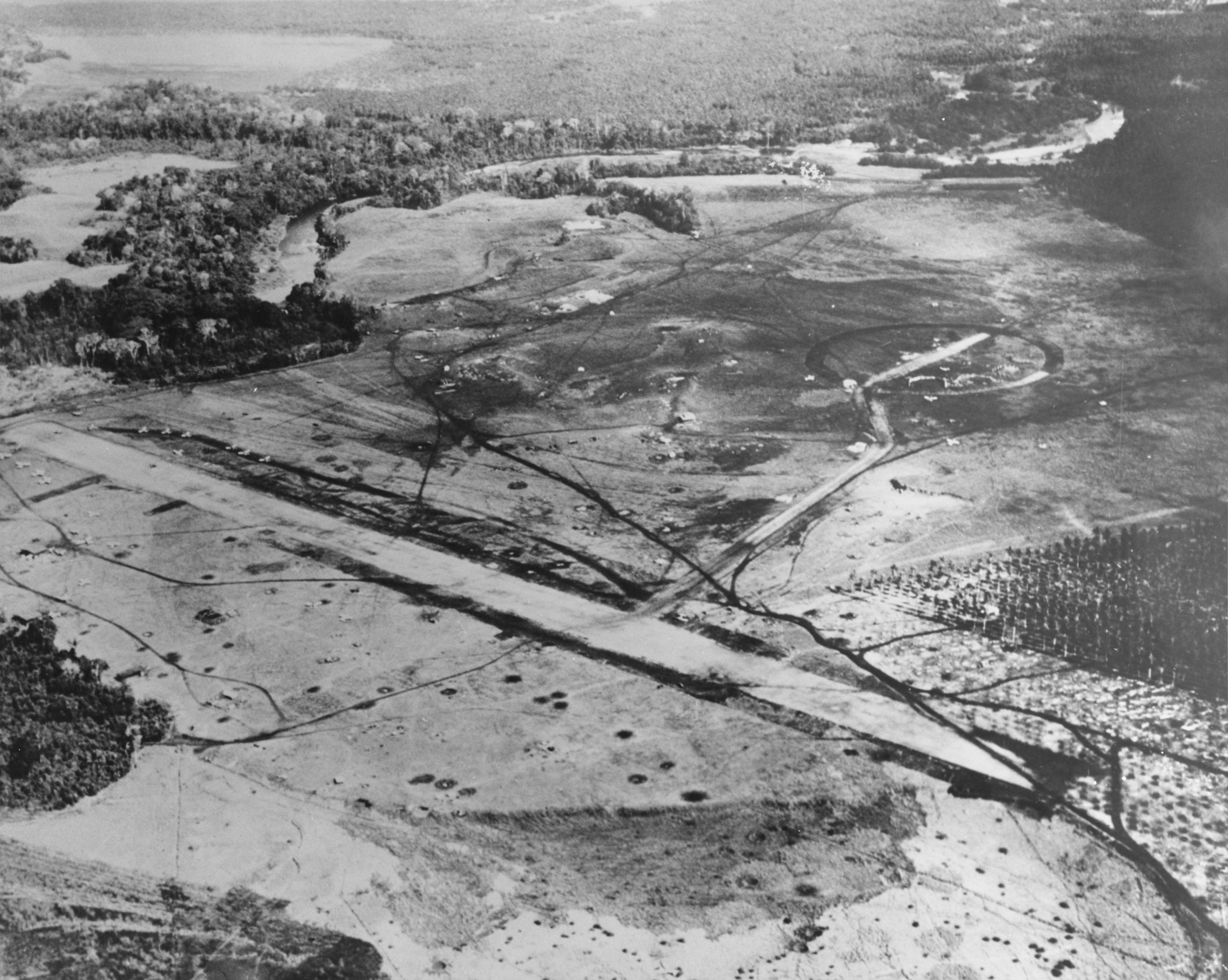
Henderson Field auf Guadalcanal im August 1942

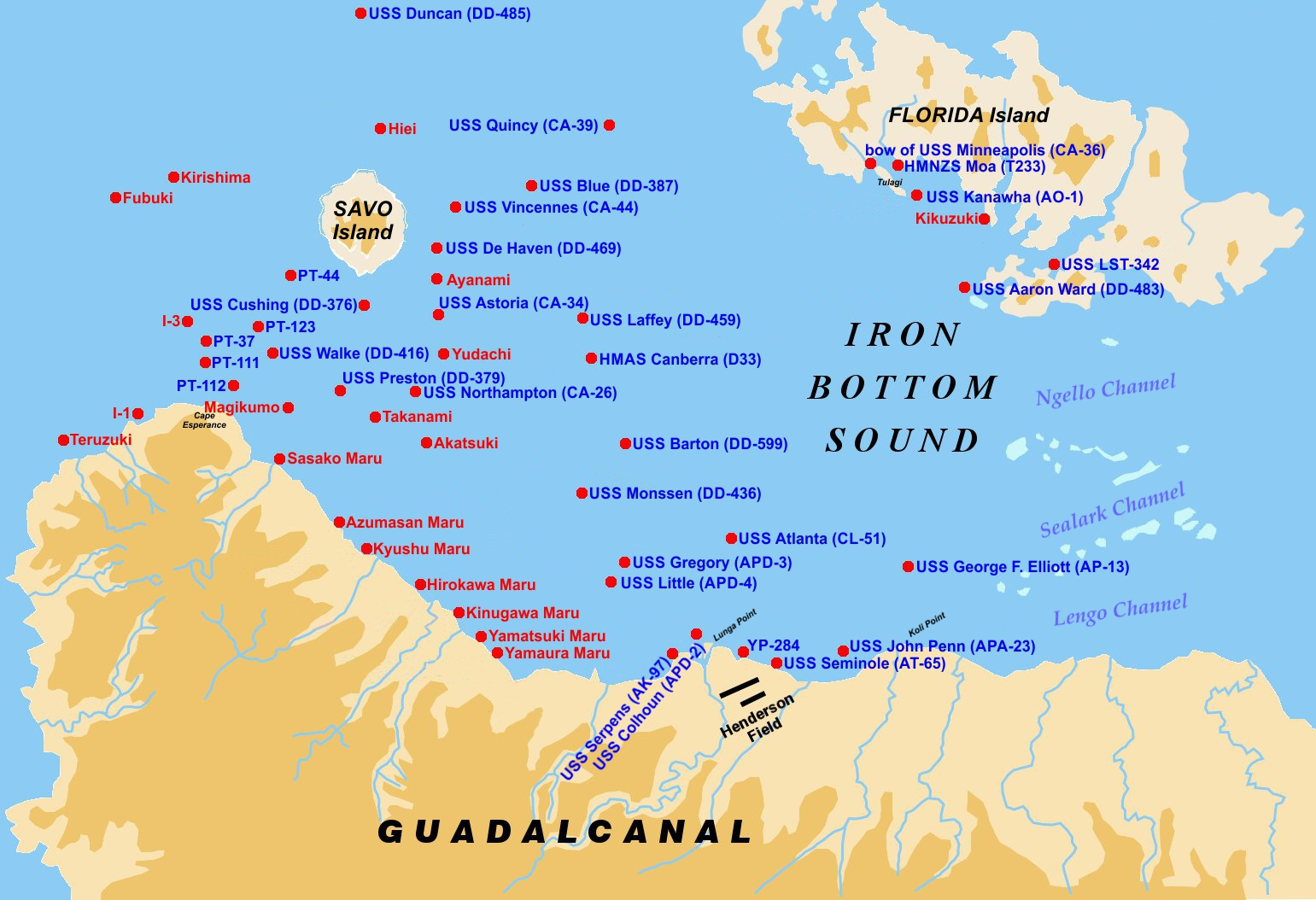
Karte gesunkener Kriegsschiffe im Ironbottom Sound

Das am 8. August von der amerikanischen Marineinfanterie eroberte Flugfeld bei Lunga wurde kurz darauf zu Ehren eines in der Schlacht von Midway gefallenen Marine-Piloten Henderson Field genannt. Am 12. August konnte das erste Flugzeug die reparierte Landebahn nutzen. Am 23. August folgten die ersten Grumman F4F Wildcat-Jagdflugzeuge und Douglas SBD Dauntless-Sturzkampfflugzeuge der Marineinfanterie.

„Um dieses Henderson Field tobte während eines halben Jahres die Schlacht von Guadalcanal. Alle erdenklichen Kampfhandlungen zu Lande, zur See und in der Luft wurden hier mit Erbitterung ausgetragen, wüteten auf der Insel, über ihr, ringsherum. Die Geschichte der Kämpfe zwischen den Menschen kennt genug Beispiele blutiger Schlachten um irgendwelche Ortschaften, um irgendein Austerlitz oder Douaumont, Namen, die plötzlich aus der Anonymität auftauchen und bald wieder in ihre alte Unbedeutendheit zurückfallen, sobald das letzte Opfer begraben ist. Doch noch viel unbedeutender und unbekannter waren jene wenigen Quadratmeter von Henderson Field, ein Stück dahinfaulender Erde auf einer Insel voller Schrecken, die heute schon lange wieder der Wildnis anheimgefallen ist. (Raymond Cartier)“

 (Henderson Field ist nicht endgültig der Wildnis anheimgefallen, da später an gleicher Stelle der Verkehrsflughafen Honiara International errichtet wurde.) Major General Alexander Archer Vandegrift befehligte die 1st Marine Division in den extrem harten und blutigen Bodenkämpfen um Guadalcanal. Die Schlacht um Guadalcanal wurde als „Kämpfen auf engstem Raum“ bezeichnet.

### Seeschlacht vor Savo Island (8./9. August 1942)

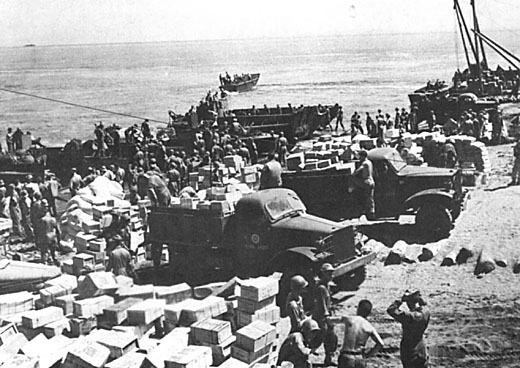
Bei der Entladung von Material und Versorgungsgütern kam es zu erheblichen Verzögerungen, da die Strände nicht schnell genug freigeräumt wurden.

Am Abend des 8. August zog Admiral Fletcher, der über seine eigenen bisherigen Flugzeugverluste und mögliche japanische Angriffe mit landgestützten Flugzeugen besorgt war, seine Trägergruppe von den Salomonen zurück. Der Ausfall der Luftunterstützung zwang Turner, die Entladung von Versorgungsgütern abzubrechen und sich ebenfalls zurückzuziehen. Turner plante, die Nacht noch zu nutzen und am 9. August seine Transporter abzuziehen. Inzwischen hatte Mikawa einen Gegenschlag geplant und die in Kavieng stationierte 6. Kreuzerdivision unter Konteradmiral Gotō Aritomo mit den ihm in Rabaul zur Verfügung stehenden Schiffen der 8. Flotte zusammengezogen. Am Abend des 7. August trafen sich Gotōs vier schwere Kreuzer mit Mikawas drei Kreuzern und einem Zerstörer bei Cape St. George und setzten sich nach Guadalcanal in Marsch.
Bougainville nördlich umfahrend, wobei sie unterwegs von einem amerikanischen U-Boot und australischen Aufklärungsflugzeugen gesichtet wurden, passierten sie am Nachmittag des 8. August den sogenannten Slot, die zwischen den Salomoneninseln verlaufende Meeresstraße. Mikawa hatte seine Aufklärungsflugzeuge zuvor die Lage bei Guadalcanal aufklären lassen und zwei amerikanische Schiffsgruppen bei Guadalcanal und Tulagi lokalisiert, die er in der Nacht nacheinander anzugreifen plante. Der Befehlshaber der alliierten Deckungsgruppe Task Force 62.2, Rear Admiral Victor Crutchley, hatte seine Kräfte in drei Gruppen aufgeteilt: eine südliche aus drei Kreuzern und zwei Zerstörern zwischen Lunga Point und Savo Island, eine ebenso starke Nordgruppe zwischen Florida Island und Savo Island und eine Ostgruppe aus zwei Kreuzern und zwei Zerstörern zwischen Florida Island und Guadalcanal. Zwei mit Radar ausgestattete Zerstörer patrouillierten westlich und nördlich von Savo Island und sieben weitere Zerstörer wurden als Nahunterstützung zwischen den beiden Landepunkten aufgeteilt. Crutchley selbst besuchte am Abend eine von Turner einberufene Konferenz und war zum kritischen Zeitpunkt nicht in der Lage, das Kommando zu führen.

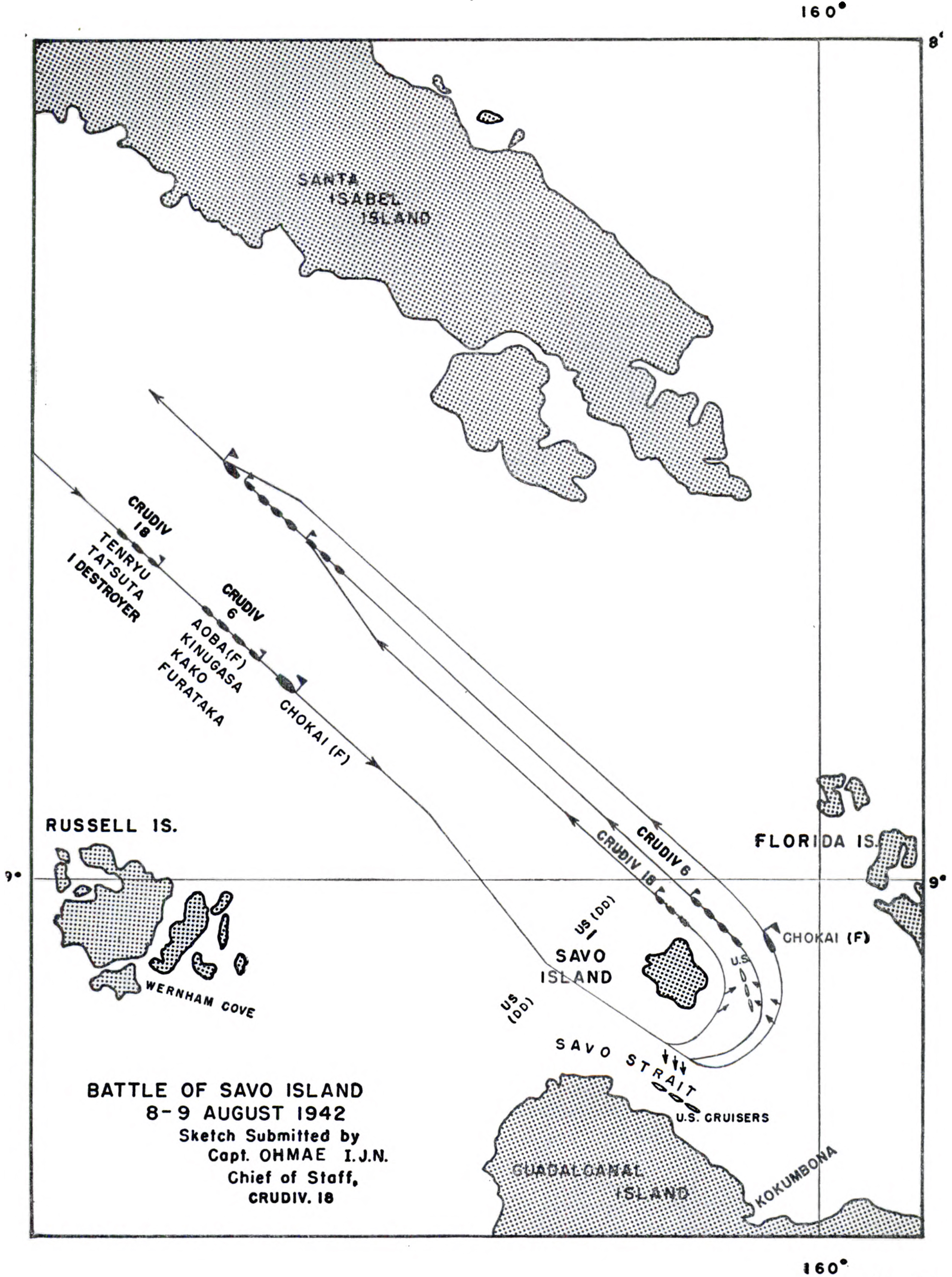
Verlauf der Schlacht vor Savo Island

Trotz der amerikanischen Vorsichtsmaßnahmen gelang es Mikawa, unentdeckt in den Sund einzudringen. Gegen 1:45 Uhr eröffneten seine Schiffe das Feuer und beschädigten zwei Kreuzer der Südgruppe schwer. Danach drehten sie nach Norden ab und griffen die Nordgruppe an, wobei sie zwei Kreuzer versenkten und einen schwer beschädigten. Obwohl Mikawa von einigen Mitgliedern seines Stabs zum Angriff auf die ankernden Transportschiffe gedrängt wurde, beschloss er gegen 2:20 Uhr den Rückzug, wobei verschiedene Gründe wie das Risiko eines Kampfs mit den amerikanischen Trägern und der hohe Munitionsverbrauch eine Rolle spielten. Obwohl er später für diese Entscheidung kritisiert wurde, war ihm ein überzeugender Sieg gelungen. Insgesamt wurden vier schwere Kreuzer der Alliierten versenkt und einer schwer beschädigt, während die Japaner einen schweren Kreuzer auf dem Rückmarsch durch ein amerikanisches U-Boot verloren und sonst nur leichte Schäden hatten. Die Schlacht von Savo Island und der Abzug der amerikanischen Träger hatte zur Folge, dass die Marines auf Guadalcanal mit unzureichendem Nachschub zurückgelassen wurden. Die Amerikaner wurden übervorsichtig und führten in der folgenden Zeit Versorgungsfahrten nur noch bei Tag und unter starker Luftunterstützung durch, was die Versorgungslage nicht verbesserte.

### Schlacht am Tenaru (21. August 1942)

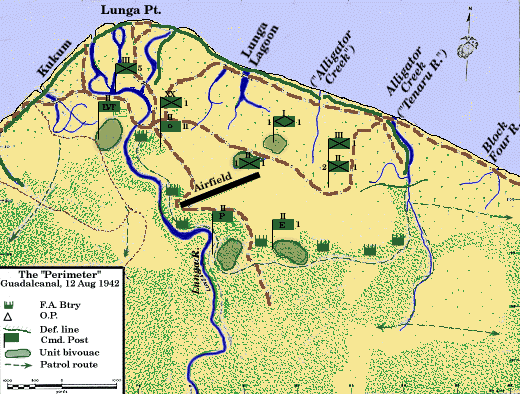
Stellungen der US-Marineinfanterie im Lunga-Gebiet
August 1942

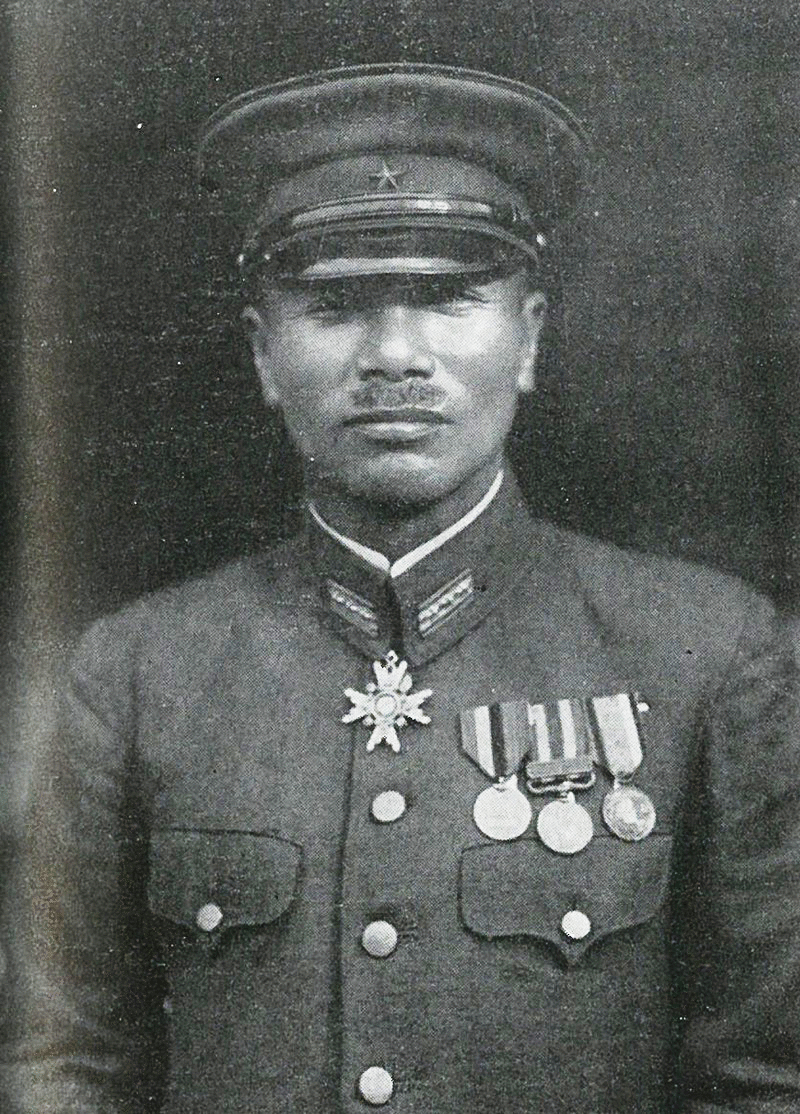
Oberst Ichiki

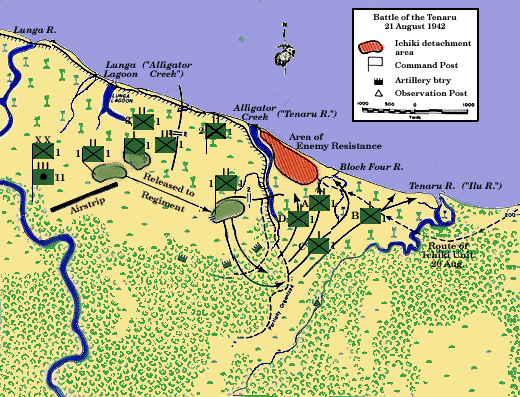
Karte der Schlacht am Tenaru River am 21. August 1942

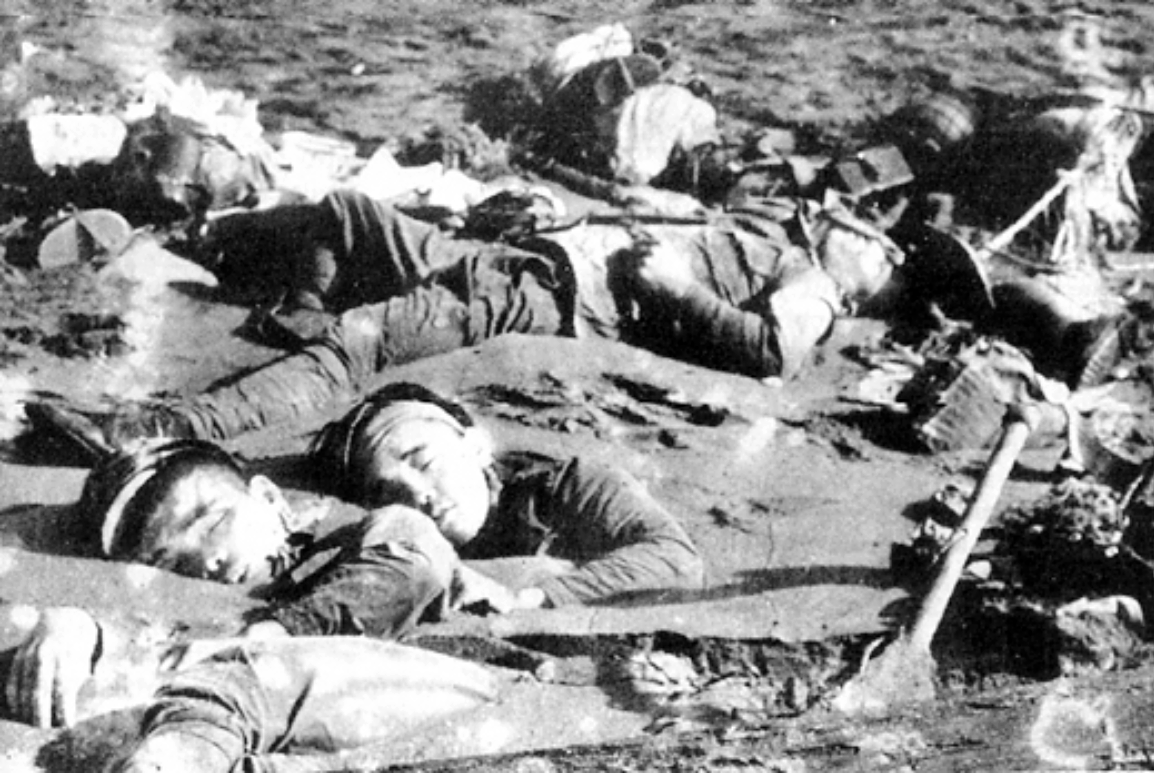
Gefallene japanische Soldaten am Alligator Creek am 22. August 1942

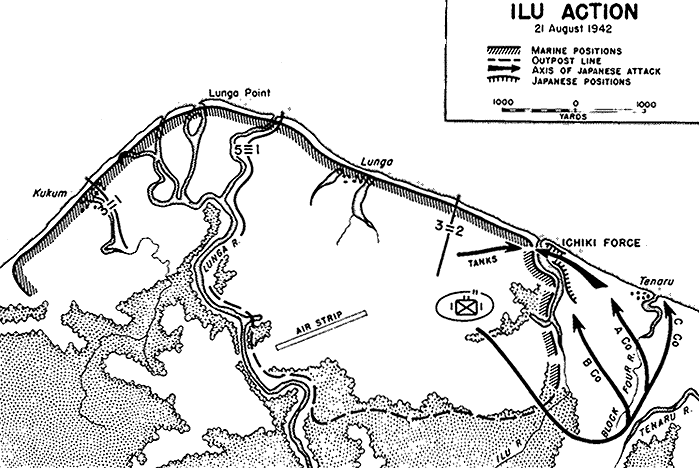
Angriff am 21. August 1942

Mündung des Alligator Creek nach der Schlacht

Am 21. August ging das 28. japanische Infanterieregiment am Küstenstreifen von Tenaru gegen die amerikanischen Marineinfanteristen vor, die sich zwischen den Flüssen Lunga und Tenaru eingegraben hatten. Einheimische warnten die Amerikaner, sodass diese sich auf den Angriff vorbereiten konnten. Viele Japaner waren bereits gefallen, als das 1. US-Marineinfanterieregiment unter Lieutenant Colonel Lenard B. Creswell zum Gegenangriff überging und die Angreifer einschloss. 15 Japaner ergaben sich, 800 fielen. Oberst Ichiki Kiyonao nahm sich im Seppuku-Ritual selbst das Leben. Voran gingen folgende Kampfhandlungen: Oberst Ichiki führte eine Eliteeinheit an, die bereits in China Kampferfahrungen sammeln konnte und die Amerikaner sowohl von der Kriegsmoral als auch in der Truppenstärke unterschätzte. Ichiki rechnete mit 2000 US-Soldaten, tatsächlich befanden sich bereits 15.000 Marineinfanteristen auf der Insel.

Er stellte zunächst 900 seiner bereits gelandeten 2100 Soldaten zur Bereitschaft und hielt es nicht für nötig, auf die verbleibenden 1200 Soldaten seines Regiments zu warten, deren Schiffe noch nicht vor Guadalcanal eingetroffen waren. Die amerikanische Kampfstärke wurde als äußerst schwach und bedeutungslos eingeschätzt. Westlich des Tenaru Rivers hatte sich das 2. Bataillon der 1st Marine Division an der Umzäunung eingegraben. Späher meldeten einen größeren Aufmarsch der Japaner, da große Truppenbewegungen aus östlicher Richtung beobachtet wurden. Einige US-Patrouillen hatten bereits Feindkontakt und lieferten sich kleinere Feuergefechte mit den heranrückenden Japanern. Der Tenaru River fächert sich zusammen mit dem Lunga und Ilu River und den von den Einheimischen als „Alligator Creek“ bekannten Fluss zu einer unübersichtlichen Deltalandschaft mit mäandrierenden Flussarmen, Gezeiten-Lagunen und Sanddünen auf.
Die erste von insgesamt vier japanischen Angriffswellen griff mit ca. 100 Soldaten um 01:30 Uhr mit aufgepflanztem Seitengewehr die ausgebauten US-Stellungen an. Ichikis „Stoßtruppen-Regiment“ war auf derartige Einsätze durch intensive Nahkampfschulung vorbereitet. Die erste Gruppe blieb im Stacheldrahtverhau der Amerikaner hängen und überwand das Hindernis mit Bangalore-Sprengrohren, wurde dabei jedoch von Maschinengewehren und 37-mm-Geschützen niedergehalten. An der eingebrochenen Linie entwickelten sich erbitterte Nahgefechte. Dabei konnten einige amerikanische Vorposten überwältigt werden. Von der östlichen Flussseite bekämpften japanische MG-Schützen erfolgreich US-Maschinengewehrnester und bedrohten somit für einige Zeit deren Flanken.

Eine Reservekompanie der Marineinfanteristen konnte die eingebrochenen japanischen Stoßtruppen wieder zurückdrängen.
Eine zweite stärkere Welle mit ca. 150 bis 200 Soldaten, die um 02:30 Uhr vorrückte, wurde ebenfalls zurückgeschlagen. Japanische Offiziere baten Ichiki um einen geordneten Rückzug, was jedoch aufs Schärfste verweigert wurde. Lieutenant Colonel Edwin A. Pollock, Kommandeur des 2. Bataillons, berichtete von einer Vielzahl von japanischen Gefallenen, die sich buchstäblich auf dem Dünengelände stapelten. Während die US-Marines 34 Gefallene und 75 Verwundete zu verzeichnen hatten, waren es bei den Japanern vermutlich über 700. Während sich die japanischen Angreifer neu ordneten, bestrichen sie die amerikanischen Positionen mit schwerem Mörserfeuer, was mit Artilleriegegenschlägen aus Granatwerfern und 75-mm-Feldgeschützen auf die östlichen Verfügungsräume der japanischen Armee beantwortet wurde.
Gegen 05:00 Uhr morgens startete die letzte japanische Angriffswelle, wobei die Soldaten durch die Brandung wateten und von der Strandseite her versuchten, das westliche Flussufer einzunehmen. Hierbei erlitt Ichiki die vermutlich schwersten Verluste seiner Operation. In den nächsten Stunden entwickelten sich unübersichtliche Feuergefechte auf kürzeste Distanz, die mit wechselseitigem Erfolg geführt wurden. Trotz schwerer Verluste konnten Ichikis Soldaten das östliche Flussufer halten. Lieutenant Colonel Cresswell entschloss sich zu einem Gegenangriff von Süden und Osten über den „Alligator Creek“, um die Schwächephase der Japaner auszunutzen und sie in einem begrenzten Raum einzuschließen. Jagdflugzeuge, die vom Henderson Field aufstiegen, hinderten die Japaner daran, sich zurückzuziehen, und fünf M3 Stuart Panzer wurden in den Kokoswald geschickt, um die Japaner dort zu vernichten.
Vandegrift schrieb später, „dass die Rückseite der Panzer wie ein Fleischwolf aussah“, da die Japaner nicht ausweichen konnten oder wollten. Gegen 17:00 Uhr war der japanische Widerstand beendet. Dennoch wurden US-Patrouillen, die das Gefechtsgebiet durchkämmten, teilweise noch von verwundeten Gegnern beschossen, aus diesem Grunde wurden sämtliche am Boden liegenden Japaner entweder erschossen oder mit Bajonettstichen getötet. Lediglich 15 verwundete oder ohnmächtige Japaner konnten gefangen genommen werden. Der Sieg am Tenaru River hatte eine starke psychologische Wirkung auf die US-Kriegsmoral, da bewiesen wurde, dass das japanische Heer auch in einer Landschlacht zu besiegen ist. Basierend auf den Erfahrungen der Schlacht vom Tenaru River änderte sich die US-Doktrin zur Behandlung der japanischen Verwundeten, die fortan häufig aus Sicherheitsgründen getötet wurden, was einem schweren Kriegsverbrechen entspricht.
Japanische Verwundete, die von US-Sanitätern versorgt werden sollten, zündeten manches Mal eine Handgranate, wenn der Gegner nahe genug war.

„Am nächsten Morgen lagen überall Leichen herum. Sie hatten eine Regel, die Japaner, die war schlimmer als die wir hatten, bis zum Tod zu kämpfen. Wenn sie merkten, dass sie verloren, dann hielten sie sich eine Handgranate gegen den Kopf oder gegen den Bauch. Wir sahen all diese Leichen auf diesem gottverdammten Platz. Wir gingen und holten Traktoren und fuhren zunächst über die toten Körper, bevor wir irgendetwas anderes machten. Wir mussten das tun, sie lagen auf dem Bauch und hatten eine Handgranate oder ähnliches.“

Etwa 45 im Kampf getötete Marineinfanteristen standen ca. 700 gefallenen japanischen Soldaten gegenüber. Admiral Tanaka Raizō betonte, dass die Tragödie vom Tenaru River die Sinnlosigkeit der japanischen Bambusspeertaktik aufzeige.
Cartier beschreibt den japanischen Angriff auf den Küstenstreifen von Tenaru:

„Doch ein Eingeborenenspäher hatte das Herannahen des japanischen Regiments verraten. Auch fand man einige in einem Hinterhalt getötete japanische Soldaten allzu wohlgenährt, als daß sie zu den hier schon anwesenden Truppen hätten gehören können. So stieß der Angriff auf die wohlvorbereiteten Amerikaner, die den Sumpf des Deltas bald mit den Leichen ihrer Feinde übersät sahen. Das erste Bataillon des 1. Marineinfanterie-Regiments unter Oberstleutnant Crestwell ging zum Gegenangriff über und schloß die Angreifer in einem Kokoswald ein. Zum ersten Mal fanden sich die Japaner hier einem Gegner gegenüber, der ihnen an Kampfeswillen und Angriffsgeist noch eine Lektion zu erteilen vermochte. Die leichten amerikanischen Panzer fuhren gegen die biegsamen Stämme der Kokospalmen, bis aus deren Kronen Heckenschützen und verschreckte Eingeborene zur Erde stürzten. Die Japaner, die sich im Meer zu retten versuchten, gerieten mitten in der Brandung ins feindliche Feuer. Nur fünfzehn ergaben sich, achthundert fielen. Oberst Ichiki machte seinem Unglück durch Selbstmord ein Ende.“

### Seeschlacht bei den Ost-Salomonen (24./25. August 1942)
Noch während die Schlacht am Tenaru andauerte, befanden sich weitere japanische Verstärkungen auf dem Weg von Truk nach Guadalcanal, darunter 1600 Mann des 28. Infanterieregiments und 500 Marineinfanteristen. Der Konvoi aus drei langsamen Transportschiffen wurde von einer Flotte von 13 Kriegsschiffen beschützt. Zur Unterstützung der für den 24. August geplanten Landung lief am 21. August eine weitere Flotte aus über 30 Kriegsschiffen, darunter die drei Träger Shōkaku, Zuikaku und Ryūjō, aus Truk aus. Die Amerikaner konnten ihnen die zwei Träger Enterprise und Saratoga entgegenstellen.
In der nachfolgenden Trägerschlacht, die am 24. und 25. August stattfand, konnten die Amerikaner den leichten Träger Ryūjō versenken und damit ihre Seeherrschaft sichern. Die Truppentransporter, von denen einer versenkt worden war, mussten von den Japanern zu den Shortland-Inseln umgeleitet werden. Der japanische Truppennachschub, hauptsächlich aus Rabaul, wurde in der Folge anstelle von Transportschiffen meist über Nacht mit schnellen Kriegsschiffen entlang des sogenannten Slot, der Meeresstraße zwischen den Salomoneninseln, abgewickelt (Tokyo Express). Zwischen dem 29. August und dem 4. September erreichten auf diese Weise rund 5000 Mann der japanischen 35. Infanteriebrigade unter General Kawaguchi Kiyotake und des 4. Aoba-Regiments Guadalcanal. Kawaguchi wurde zum Oberbefehlshaber aller japanischen Truppen auf Guadalcanal ernannt.

### Schlacht am Bloody Ridge (12. bis 14. September 1942)

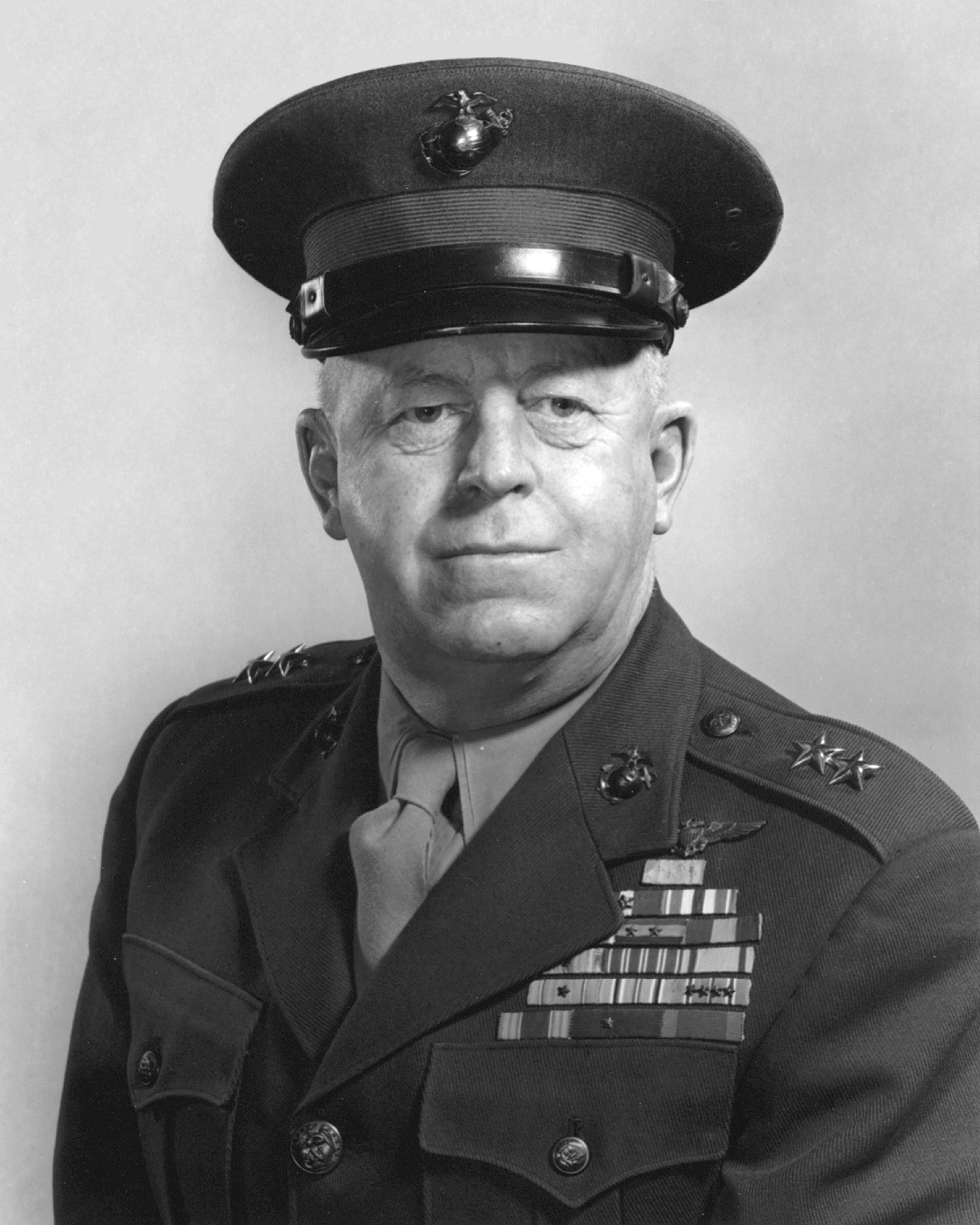
Merritt A. Edson

Am 7. September gab Kawaguchi seinen Kommandeuren den Plan für einen Angriff auf Henderson Field bekannt. Dieser sah eine Aufspaltung der Truppen in drei Gruppen vor, die auf getrennten Wegen den amerikanischen Verteidigungsbereich erreichen und in einem überraschenden Nachtangriff gemeinsam zuschlagen sollten. Die Hauptstreitmacht von drei Bataillonen mit 3000 Mann unter Kawaguchi sollte von Süden her angreifen und die beiden anderen Gruppen von Westen und Osten. Rund 250 Mann wurden als Bewachung am Landepunkt bei Taivu zurückgelassen. Nachdem die Marines von einheimischen Spähern über die Anwesenheit japanischer Truppen bei Taivu informiert worden waren, organisierte der Kommandeur des 1st Marine Raider Battalion Lieutenant Colonel Merritt A. Edson am 8. September einen Raid, bei dem nach der Vertreibung der zurückgelassenen Wachen die japanische Hauptversorgungsbasis bei dem Dorf Tasimboko aufgespürt und die dort gelagerten Versorgungsgüter und Kommunikationseinrichtungen vernichtet werden konnten.
Von der Größe des Lagers und erbeuteten Dokumenten schlossen die Amerikaner auf die Präsenz von mindestens 3000 japanischen Soldaten, die vermutlich zu einem Angriff auf Henderson Field aufgebrochen waren. Nach seiner Rückkehr nach Henderson Field sagte Edson zusammen mit Vandegrifts Operationsoffizier Colonel Gerald C. Thomas korrekt den japanischen Hauptangriff an einer rund einen Kilometer langen, bisher unverteidigten Korallenbank in der Nähe des Lunga River im Süden des zu verteidigenden Gebiets voraus. Edsons Bataillon wurde dementsprechend am 11. September an diesen Sektor verlegt.

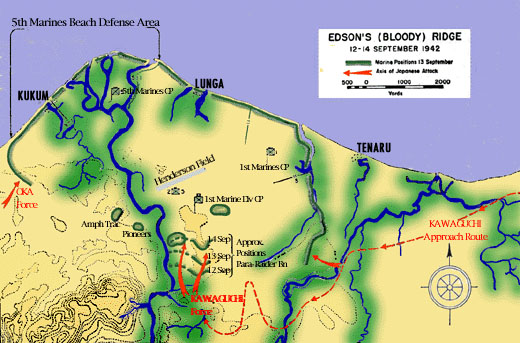
Schlacht am Bloody Ridge

In der Nacht vom 12. zum 13. September griff ein Bataillon von Kawaguchis Truppen in der Nähe des Lunga Ridge Edsons Raider an und zwang eine Kompanie zum Rückzug. In der folgenden Nacht folgte der Großangriff von Kawaguchis gesamter Gruppe, die Unterstützung von leichter Artillerie bekam. Der japanische Gefechtsstand befand sich nur 3 km von Henderson Field entfernt. Obwohl die Raider an mehreren Punkten zurückweichen mussten, hielten sie den die gesamte Nacht andauernden Angriffen stand. Die Angriffe der beiden anderen japanischen Gruppen schlugen ebenfalls fehl. Am 14. September brach Kawaguchi den Kampf nach Verlusten von 850 Gefallenen ab und führte die Reste seiner Truppen in einem fünftägigen Marsch nach Westen zum Matanikau River. Der Lunga Ridge wurde von nun ab Edson's Ridge, aufgrund der hohen Verluste auch Bloody Ridge genannt.

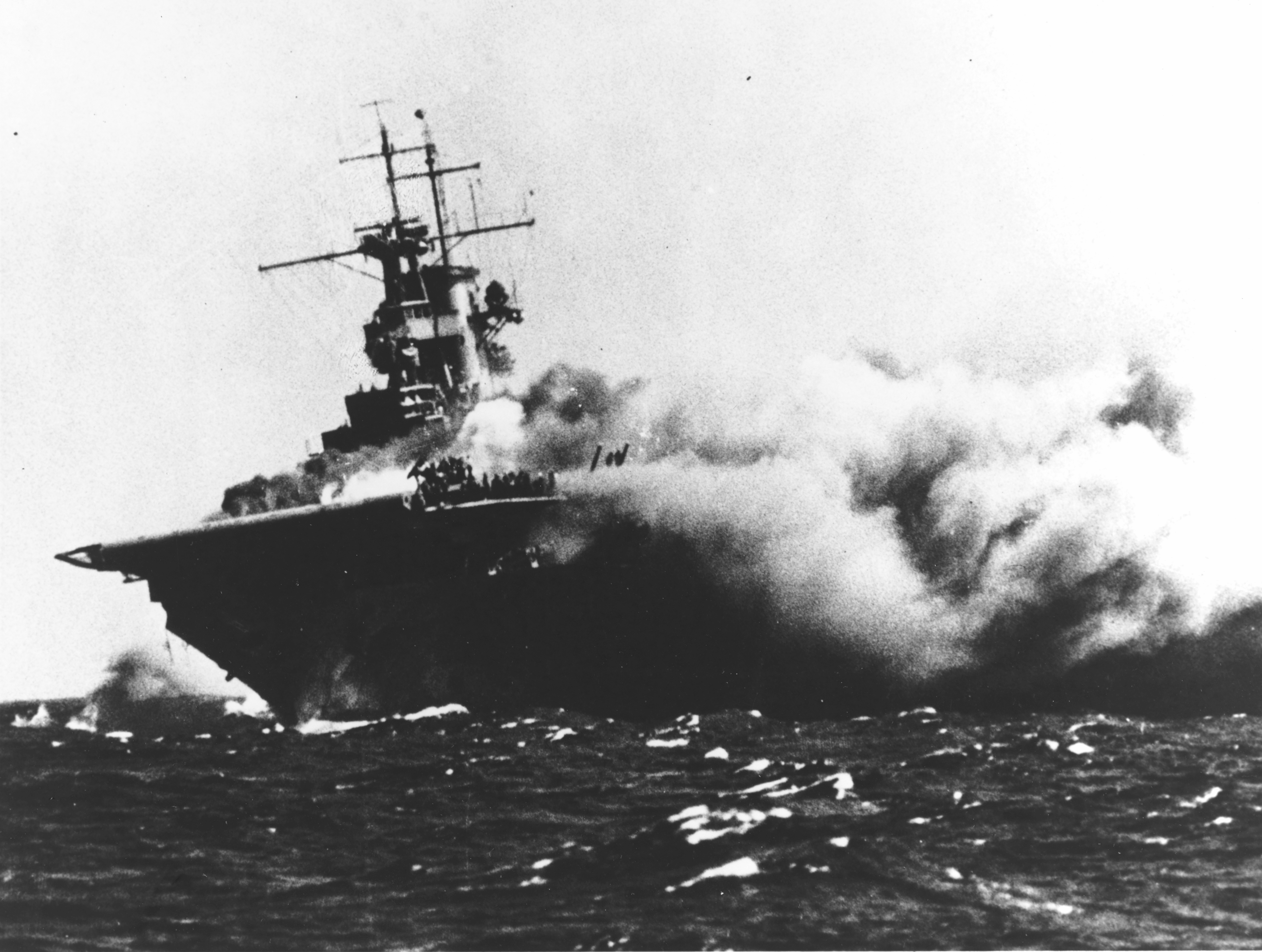
Die brennende Wasp kurz nach ihrer Torpedierung

Am 15. September erfuhr Hyakutake in Rabaul von Kawaguchis Niederlage und leitete die Meldung an das japanische Oberkommando weiter. In einer Krisensitzung stellten das Armee- und Marinekommando fest, dass die Schlacht um Guadalcanal sich zu einer entscheidenden Schlacht des Krieges entwickeln könnte. Hyakutake wurde klar, dass er nicht gleichzeitig auf Guadalcanal und auf Neuguinea offensive Operationen führen konnte und er entschied sich mit Zustimmung des Hauptquartiers, die auf dem Kokoda Track nur 50 Kilometer von Port Moresby entfernt stehenden Truppen zurückzuziehen, bis die Lage auf Guadalcanal geklärt sei. Gleichzeitig bereitete er die Entsendung von weiteren Truppen nach Guadalcanal vor.
Zwei japanische Armeedivisionen, die 2. und die 38., wurden ab dem 13. September von Niederländisch-Indien nach Rabaul transportiert und sollten von dort in Vorbereitung einer erneuten, für Mitte Oktober geplanten Offensive mittels des Tokyo Express nach Guadalcanal gebracht werden. Am 15. September wurde der US-Träger Wasp von dem japanischen U-Boot I-19 südlich von Guadalcanal torpediert und sank kurze Zeit später. Ein ähnliches Schicksal hatte bereits Anfang September die Saratoga getroffen, die jedoch zu Reparaturen nach Pearl Harbor zurückkehren konnte.

### Operationen am Matanikau River (23. September bis 9. Oktober 1942)

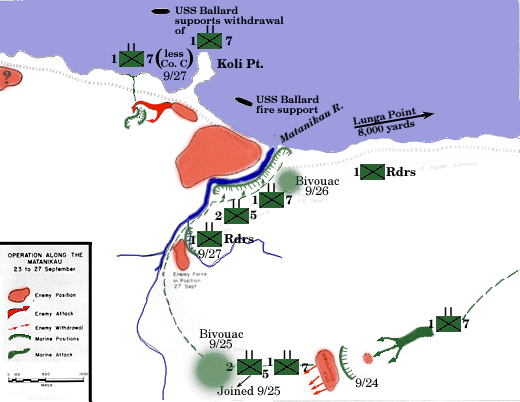
Operationen am Matanikau River vom 23. bis 27. September 1942

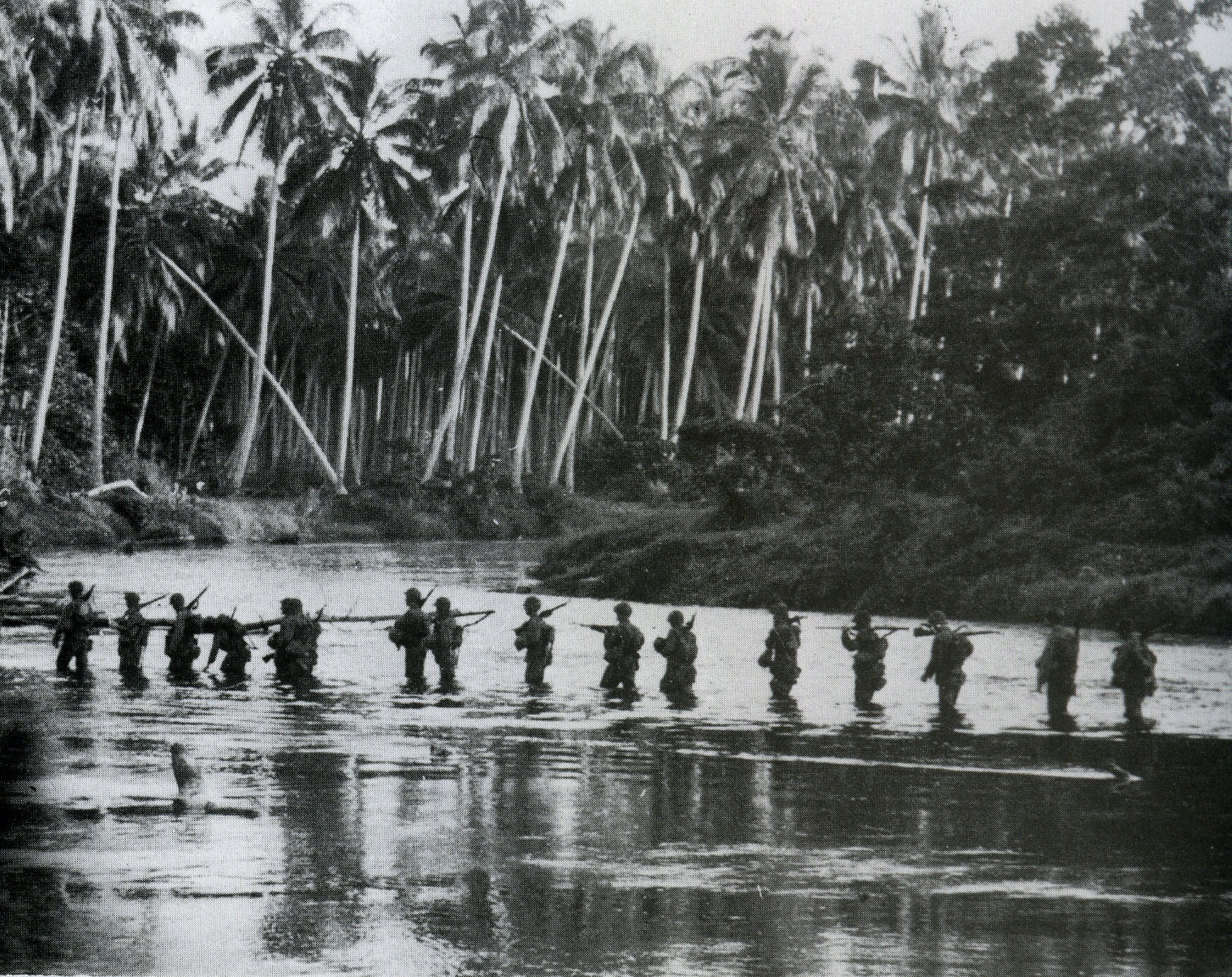
US-Marines auf Patrouille am Matanikau

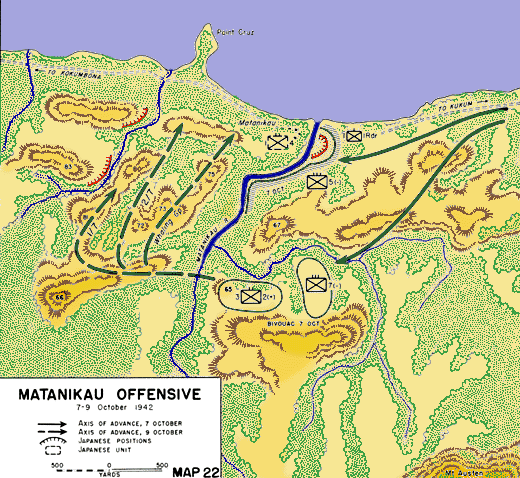
Operationen am Matanikau River vom 7. bis 9. Oktober 1942

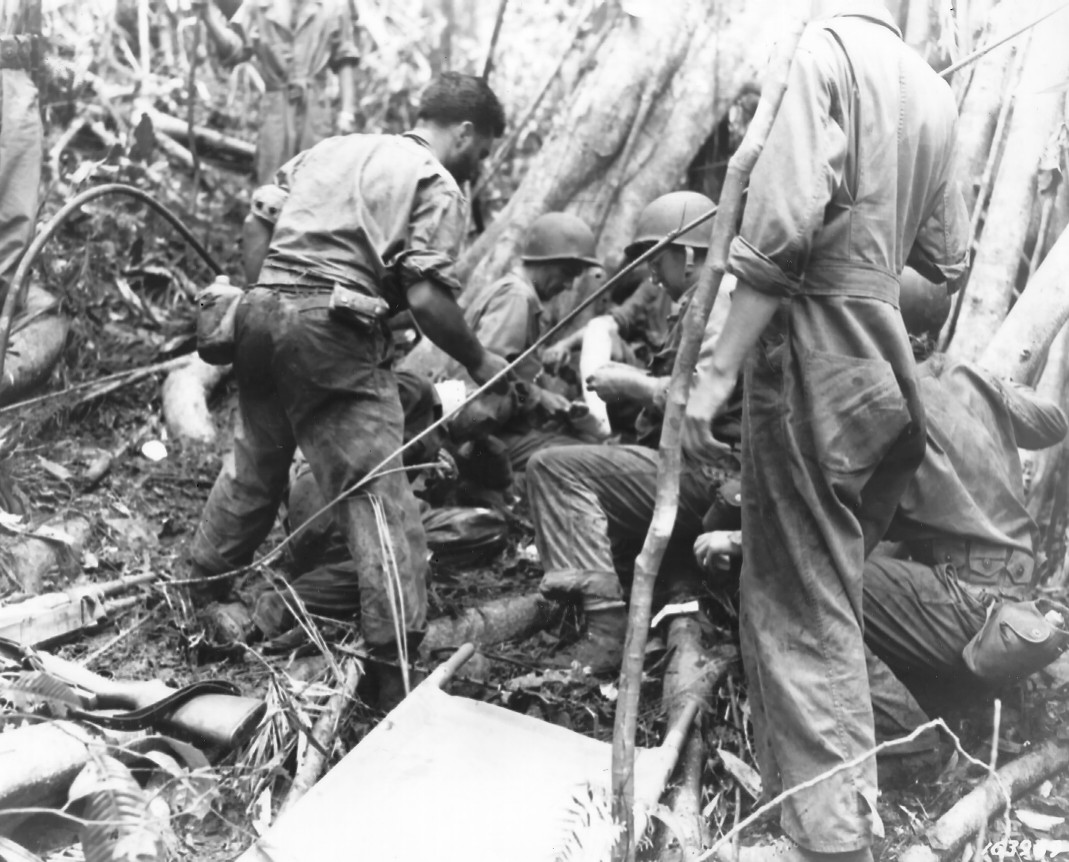
Versorgung von Verwundeten

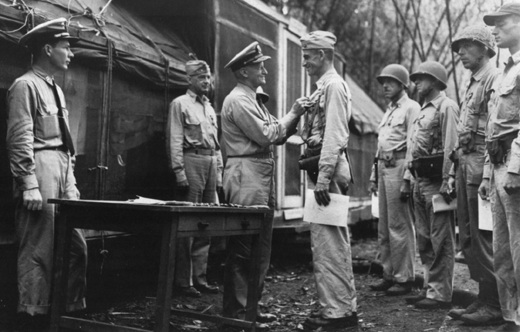
Admiral Chester W. Nimitz zeichnet bei einem Besuch auf Guadalcanal Lt.Col. Evans C. Carlson aus

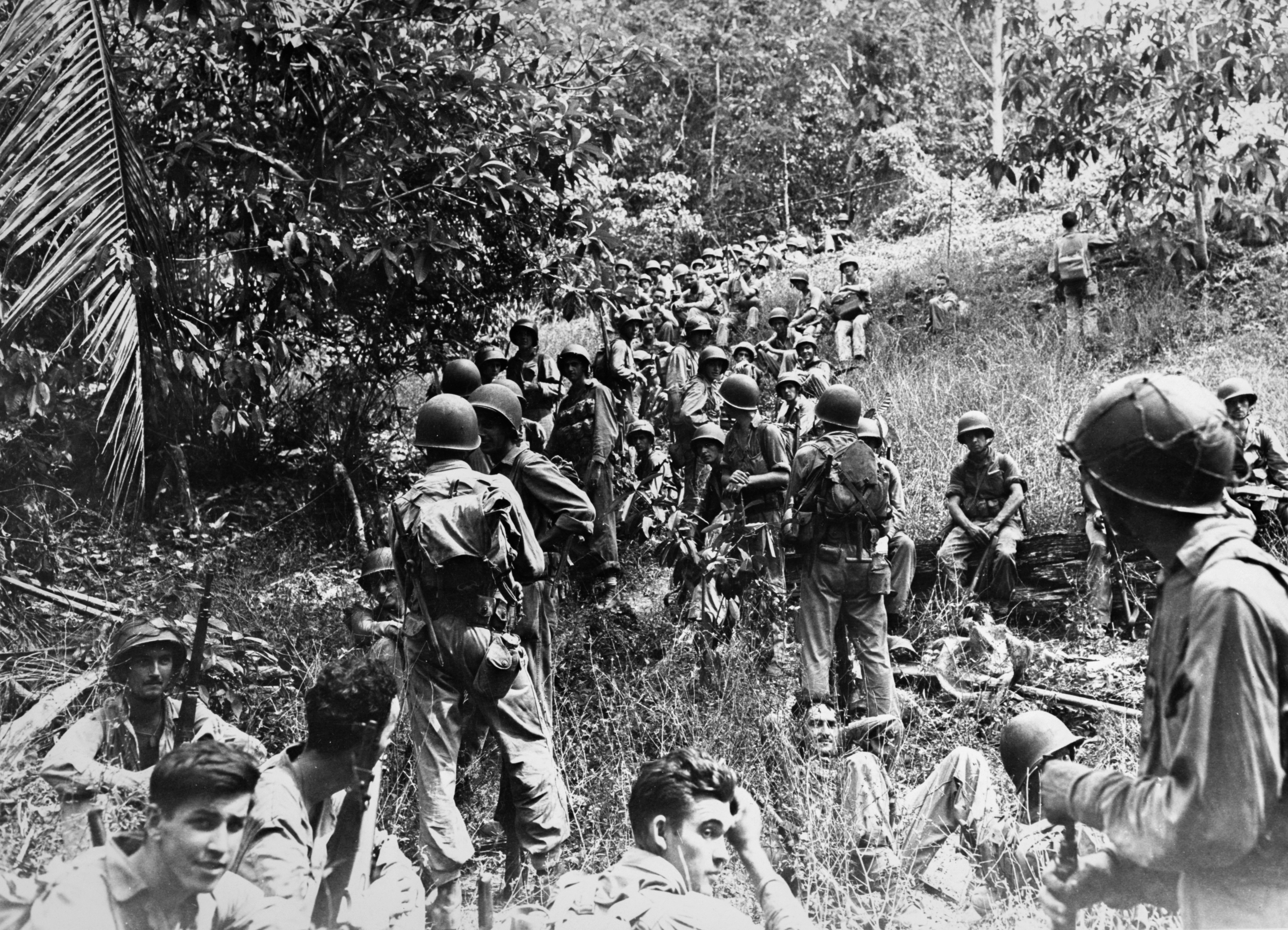
Rast auf dem Marsch durch den Regenwald

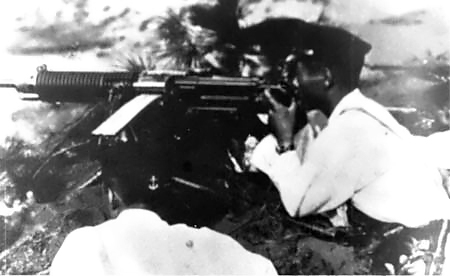
Japanische MG-Schützen

Am 18. September 1942, nach dem Eintreffen des 7. US-Marineinfanterie-Regiments, beschloss Vandegrift mit ca. 3000 Soldaten eine Gegenoffensive gegen die beim Matanikau River eingegrabenen 2000 Japaner zu unternehmen. Die japanischen Verteidigungsstellungen wurden durch natürliche Geländeschwierigkeiten wie steil aufragende Hügel, Felder aus scharfkantigem Elefantengras und Schluchten, die sich bis zur Küste hinunterziehen, verstärkt. Am 23. September führte Lieutenant Colonel Lewis B. Puller das 7. US-Marineinfanterie-Regiment nordwestlich von Henderson Field gegen die Mündung des Matanikau, während Lieutenant Colonel Griffith vom 1. Marine Raider Bataillon flussaufwärts gegen eine japanische Brückenstellung marschierte. Lieutenant Colonel David McDougal bezog derweil Stellung am östlichen Flussufer. Griffiths Operation war trotz schweren Artilleriefeuers an der Brücke erfolglos und er musste flussabwärts abziehen. Um die Pattsituation zu beenden, entsandte Puller drei Kompanien unter dem Kommando von Major Otho Rogers, um hinter dem Feind in Higgins-Booten zu landen. Rogers fiel bei diesem Manöver und seine Gruppe wurde vom Gegner auf einem Elefantengrashügel von allen Seiten eingeschlossen.
Mithilfe von Luftunterstützung gelang es schließlich die Kampfgruppe zu befreien und auszufliegen. 10 Tage lang dauerte der Stillstand zwischen beiden Parteien, bis sich die Amerikaner zu einer Wiederaufnahme der Operation entschlossen. Die Schanzarbeiten waren mittlerweile beendet, so dass sechs Bataillone am 7. Oktober 1942 einsatzbereit waren. Auf der anderen Seite befahl General Hyakutake Oberst Nakaguma, mit dem 4. Infanterie-Regiment einen Gegenangriff zu starten, welcher von Colonel Edsons Truppen vereitelt wurde. Den Amerikanern gelang es in die Flanken der Japaner vorzustoßen und sie letztendlich auf die westliche Flussseite zurückzutreiben. Am 8. Oktober wiederholten die Japaner ihre Angriffsbemühungen inmitten eines tropischen Starkregens, verwickelten die Amerikaner in erbitterte Nahkämpfe, konnten jedoch erneut die Linien nicht überwinden.

Am 9. Oktober 1942 sicherte Colonel Whaling die umkämpfte Brücke nach einem Monat vergeblichen Bemühens. Über die gesicherte Brücke konnten die Marines unter Whaling, Puller und Lieutenant Colonel Herman Hanneken auf die andere Flussseite einmarschieren, fanden jedoch keine Anzeichen mehr von japanischen Infanteristen. Am 12. Oktober 1942 wurde ein weiterer japanischer Großangriff gestartet. Drei Kampfgruppen sollten die amerikanischen Truppen am Matanikau-Fluss konzentrisch angreifen. Die Operation am Matanikau River wurde ein totaler Fehlschlag. Beim Durchqueren des Schwemmlandes wurden die japanischen Panzer abgeschossen und die aufgesessene Infanterie mit Maschinengewehren niedergekämpft. Um den Mount Austen kamen die Truppen in einem Labyrinth aus Felsen, manndicken Lianen, harten Riesenbäumen und Schluchten nicht voran.
Unbeobachtet hatten sich die Japaner in zwei Waldschluchten zurückgezogen, wo sie zwar die Seeseite verteidigen konnten, jedoch ungeschützt gegenüber einer Annäherung vom Landesinneren waren. Die betreffenden Schluchten wurden mit schwerem Artilleriefeuer eingedeckt, fliehende Japaner an den Ausgängen wurden von US-Maschinengewehrschützen niedergestreckt. Ungefähr 690 Japaner fanden in den Schluchten den Tod. Während der Matanikau-Operation verloren ca. 120 US-Soldaten ihr Leben.
Der Verlust der Matanikau-Stellungen wurde vom Oberkommando in Tokyo als schlechtes Omen für die bevorstehende Oktober-Offensive angesehen.

### Seeschlacht von Cape Esperance (11./12. Oktober 1942)
Ende September und Anfang Oktober 1942 waren die ersten Einheiten der 2. japanischen Division vom Tokyo Express nach Guadalcanal gebracht worden. Die japanische Marine versprach, die Operationen der Armee nicht nur durch Konvoitätigkeit, sondern auch durch erneute Luftangriffe und Schiffsbombardierungen von Henderson Field zu unterstützen. Gleichzeitig beschlossen die Amerikaner, ihre Kräfte auf Guadalcanal durch die Entsendung zusätzlicher Armeeeinheiten zu verstärken. Am 8. Oktober stach das 164. Infanterieregiment der Americal Division von Neukaledonien in See, das von der Task Force 64 unter Rear Admiral Norman Scott, bestehend aus vier Kreuzern und fünf Zerstörern, begleitet wurde.

In der Nacht des 11. Oktober hatten die Japaner einen größeren Konvoi des Tokyo Express aus zwei Flugzeugmutterschiffen und sechs Zerstörern geplant. In einer weiteren Operation sollten drei schwere Kreuzer und zwei Zerstörer unter Konteradmiral Gotō das Henderson Field beschießen. Kurz vor Mitternacht entdeckte Scotts Flotte die Schiffe Gotōs auf ihren Radarschirmen kurz vor deren Einfahrt in die Straße zwischen Savo Island und Guadalcanal. Die Amerikaner eröffneten das Feuer auf die arglosen Japaner und konnten einen Kreuzer und einen Zerstörer versenken, bevor sich die Japaner zurückzogen. Gotō wurde bei dem Gefecht tödlich verwundet. Dem japanischen Versorgungskonvoi gelang es aufgrund dieser Schlacht, unentdeckt seinen Auftrag auszuführen und unbehelligt zurückzukehren. Auch der amerikanische Konvoi erreichte am nächsten Tag sicher die Insel.

### Bombardierung von Henderson Field (13. bis 16. Oktober 1942)
Trotz ihrer Niederlage bei Cape Esperance setzten die Japaner ihre Vorbereitungen für die für Ende Oktober geplante Großoffensive fort. In einer Abkehr von ihren üblichen nächtlichen Versorgungsfahrten mit schnellen Kriegsschiffen entsandten sie am 13. Oktober eine Flotte von sechs Transportschiffen, die von acht Zerstörern eskortiert wurden und rund 4500 Mann von zwei Infanterieregimentern, einige Marineinfanteristen, zwei Batterien schwerer Artillerie und eine Panzerkompanie an Bord hatten. Zur Ausschaltung der Bedrohung durch die Flugzeuge der Cactus Air Force entsandte Admiral Yamamoto von Truk die zwei Schlachtschiffe Kongō und Haruna mit einer Eskorte von einem leichten Kreuzer und neun Zerstörern, um Henderson Field mit ihren schweren Geschützen zu bombardieren.

Die Schlachtschiffe griffen in der Nacht zum 14. Oktober Henderson Field an und beschossen es über eine Stunde lang mit ihren 14-Zoll-Geschützen unter Einsatz von Splittergranaten. Die knapp 1000 Granaten beschädigten das Flugfeld schwer, zerstörten 48 der 90 Flugzeuge der CAF, führten zum Verlust fast der gesamten Vorräte an Flugbenzin und töteten 41 Mann, darunter sechs Piloten. Unmittelbar nach der Beschießung trat die Flotte die Rückfahrt nach Truk an. Trotz der schweren Beschädigungen des Flugfelds waren Einsatzmannschaften in der Lage, es innerhalb weniger Stunden wieder für Flugzeuge benutzbar zu machen. 17 SBDs und 20 Wildcats wurden von Espiritu Santo eingeflogen und Transport-maschinen der Army und Navy begannen damit, im Shuttleverkehr große Mengen Flugbenzin nach Guadalcanal zu fliegen.

Auf den großen Konvoi der Japaner aufmerksam geworden, versuchten die Amerikaner verzweifelt, diesen vor seiner Ankunft mit den ihnen verbliebenen Flugzeugen anzugreifen. Mit Hilfe im Dschungel gelagerter Kraftstoffreserven griffen sie den Konvoi im Laufe des 14. Oktober zweimal erfolglos an. Der Konvoi erreichte Tassafaronga um Mitternacht am 14. Oktober und begann mit dem Ausladen. In dieser Nacht wie auch in der folgenden beschossen japanische schwere Kreuzer erneut Henderson Field und zerstörten einige weitere Flugzeuge, konnten aber das Flugfeld nicht mehr wesentlich beschädigen. Den gesamten 15. Oktober über griffen Flugzeuge der CAF die Transporter im Tiefflug an und versenkten drei der Schiffe. Die verbleibenden Transportschiffe machten sich in der Nacht auf den Rückweg, nachdem sie die gesamten Truppen und rund zwei Drittel der Nachschubgüter und Ausrüstungsgegenstände ausgeladen hatten.

### Schlacht um Henderson Field (23. bis 26. Oktober 1942)

Generalmajor Maruyama

Zwischen dem 1. und 17. Oktober gelang es den Japanern, etwa 15.000 Mann nach Guadalcanal zu bringen, womit Hyakutake über insgesamt 20.000 Mann für seine geplante Offensive verfügte. Nach dem Verlust ihrer Positionen östlich des Matanikau schien den Japanern ein Angriff entlang der Küste als aussichtslos, weshalb sich Hyakutake entschied, die Umzäunung von Süden her anzugreifen. Die 2. Division unter Generalleutnant Maruyama Masao, verstärkt durch Truppen der 38. Division, sollte diese Aufgabe ausführen. Die restlichen Truppen, etwa 2900 Mann unter Generalmajor Sumiyoshi Tadashi, sollten währenddessen zur Ablenkung am Küstenstreifen angreifen. Das Angriffsdatum wurde auf den 22. Oktober festgesetzt und später auf den 23. verschoben. An den Planungen und der Führung der Operation war auch Oberst Tsuji Masanobu beteiligt, den das japanische Hauptquartier entsandt hatte, um sich ein persönliches Bild von der Lage zu machen.

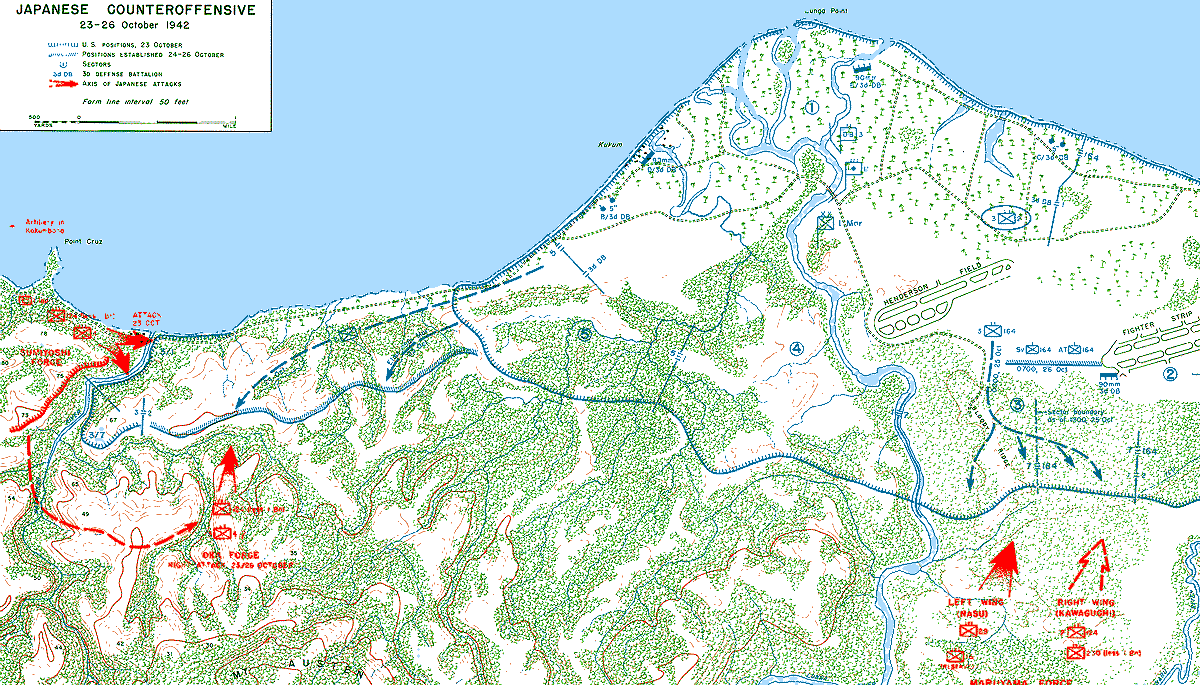
Japanische Angriffe vom 23. bis 26. Oktober

Am 12. Oktober begann eine japanische Pionierkompanie, einen 24 Kilometer langen Pfad für Maruyamas Truppen durch den Dschungel zu schlagen, der durch extrem schwieriges Gelände verlief. Um den 16. Oktober begann die Division ihren Marsch in den Bereitstellungsraum. Nachdem Hyakutake am 23. Oktober erfahren hatte, dass Maruyamas Truppen ihre vorgesehenen Positionen noch nicht erreicht hatten, verschob er den Angriff erneut, auf den Abend des 24. Oktober. Sumiyoshi wurde zwar über die Verzögerung informiert, seine Truppen begannen aber wegen Kommunikationsproblemen trotzdem am 23. Oktober ihren Ablenkungsangriff an der Mündung des Matanikau, der von den Amerikanern relativ mühelos zurückgeschlagen wurde.
Raymond Cartier über die Schlacht am Matanikau River:

„Die Marine wurde langsam ungeduldig. Sie erklärte, daß sie ihre Schiffe nicht unbegrenzt auf dem Meer lassen könne. Als die Armee wissen ließ, daß sie für einen Angriff am 18. Oktober nicht bereit sei, antwortete die Marine mit Vorwürfen. Als aber Maruyama erklärte, daß auch der Dreiundzwanzigste ihm noch zu früh scheine, drohte man mit dem Rücktritt von den getroffenen Vereinbarungen und der Aufgabe des Unternehmens. Hyakutake verlor die Nerven. Er befahl Maruyama anzugreifen, unter welchen Umständen auch immer, und ließ die Operation am Matanikau ihren Lauf nehmen. Bei dem Versuch, den Fluß über das Schwemmland an seiner Mündung zu überschreiten, wurden die japanischen Panzer hintereinander abgeschossen, die aufgesessenen Mannschaften hingemäht. So hart die Ledernacken auch waren, so wurde ihnen doch übel beim Anblick der Krokodile des Matanikau, die auf den Sandbänken zwischen den Leichen gefallener Japaner herumkrochen. Als die Abteilung des Obersten Oka die Nippon Bridge überschritten hatte, blieb sie im Urwald stecken und kam nicht zur Ausführung jener umfassenden Bewegung, die ihr vorgeschrieben worden war. Man schob ihrem Kommandanten die Schuld zu.“

In der Nacht vom 24. zum 25. Oktober und in der folgenden Nacht führten Maruyamas Truppen fortgesetzte frontale Angriffe auf die amerikanischen Stellungen im Süden des Geländes durch, die von Truppen des 1. Bataillons der 7. Marines unter Lieutenant Colonel Puller und des 3. Bataillons der 164. Infanterie unter Lieutenant Colonel Robert Hall verteidigt wurden. Die Angriffe blieben fast ausnahmslos im Abwehrfeuer aus Gewehren, Maschinengewehren, Mörsern, Artillerie und Pak-Geschützen hängen. Kleinere japanische Gruppen, die in die Umzäunung eingedrungen waren, wurden über die nächsten Tage von den Amerikanern eliminiert. Bei den Angriffen starben über 1500 von Maruyamas Männern, während die Amerikaner nur etwa 60 Gefallene zu beklagen hatten. Weitere japanische Angriffe am Matanikau am 26. Oktober wurden ebenfalls unter hohen Verlusten für die Japaner abgeschlagen. Um 8:00 Uhr am 26. Oktober befahl Hyakutake die Einstellung der sinnlos gewordenen Angriffe. Etwa die Hälfte der übriggebliebenen Truppen Maruyamas marschierte nach Westen zum Matanikau zurück, das 230. Regiment unter Oberst Shōji Toshishige bezog eine Position östlich der Lunga-Umzäunung. Die Gesamtverluste der Japaner während der Operation beliefen sich auf rund 3000 Mann.

### Seeschlacht bei den Santa-Cruz-Inseln (26. Oktober 1942)
Zur selben Zeit, als Maruyamas Truppen ihre Angriffspositionen einnahmen, begab sich eine japanische Trägerflotte bei den südlichen Salomonen in Position, um ein Eingreifen von Flottenkräften des Gegners in die bevorstehenden Landkämpfe zu verhindern. Die amerikanischen Trägergruppen unter der aggressiven Führung des neuernannten Befehlshabers Vizeadmiral William F. Halsey befanden sich tatsächlich im Anmarsch und es war klar, dass es zu einer Schlacht kommen würde.

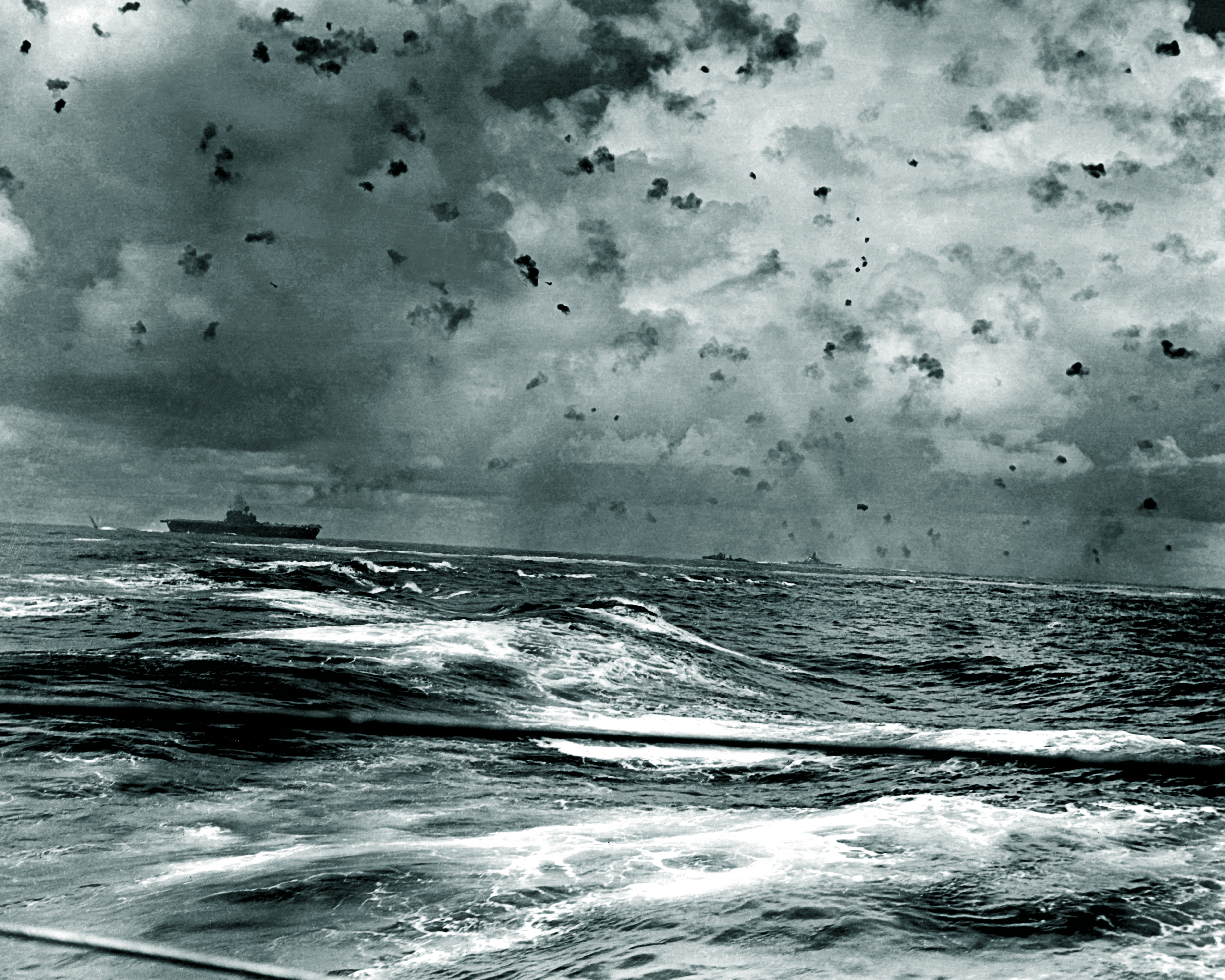
Flakvorhang über dem Flugzeugträger USS Enterprise während der Schlacht bei den Santa-Cruz-Inseln

Am Morgen des 26. Oktober begann die Schlacht mit dem Austausch mehrerer Angriffswellen der Trägerflotten. Zwei der vier japanischen Träger, die Shōkaku und die Zuihō, trugen schwere Beschädigungen davon, die längere Reparaturen im japanischen Heimathafen notwendig machten. Bei den Amerikanern, die die Enterprise und die Hornet in die Schlacht schickten, kam es zur irreparablen Beschädigung der Hornet, die aufgegeben werden musste. Die Enterprise wurde zwar ebenfalls beschädigt, konnte aber nach einer kurzen Reparatur in Nouméa im November wieder in die Kämpfe eingreifen. Für die Japaner stellten sich besonders die hohen Verluste an gut ausgebildeten Flugmannschaften im weiteren Verlauf als Nachteil heraus, die eine Rückkehr auch der beiden anderen Träger Zuikaku und Jun’yō nach Japan erforderlich machten. Es gelang ihnen zudem nicht, mit ihren überlegenen Kräften Halseys Flotte zu vernichten, wie es dem Stand der Bodenkämpfe nach notwendig gewesen wäre, um eine Wende in der Schlacht um Guadalcanal zu erzielen.

### Landkämpfe im November (1. bis 18. November 1942)

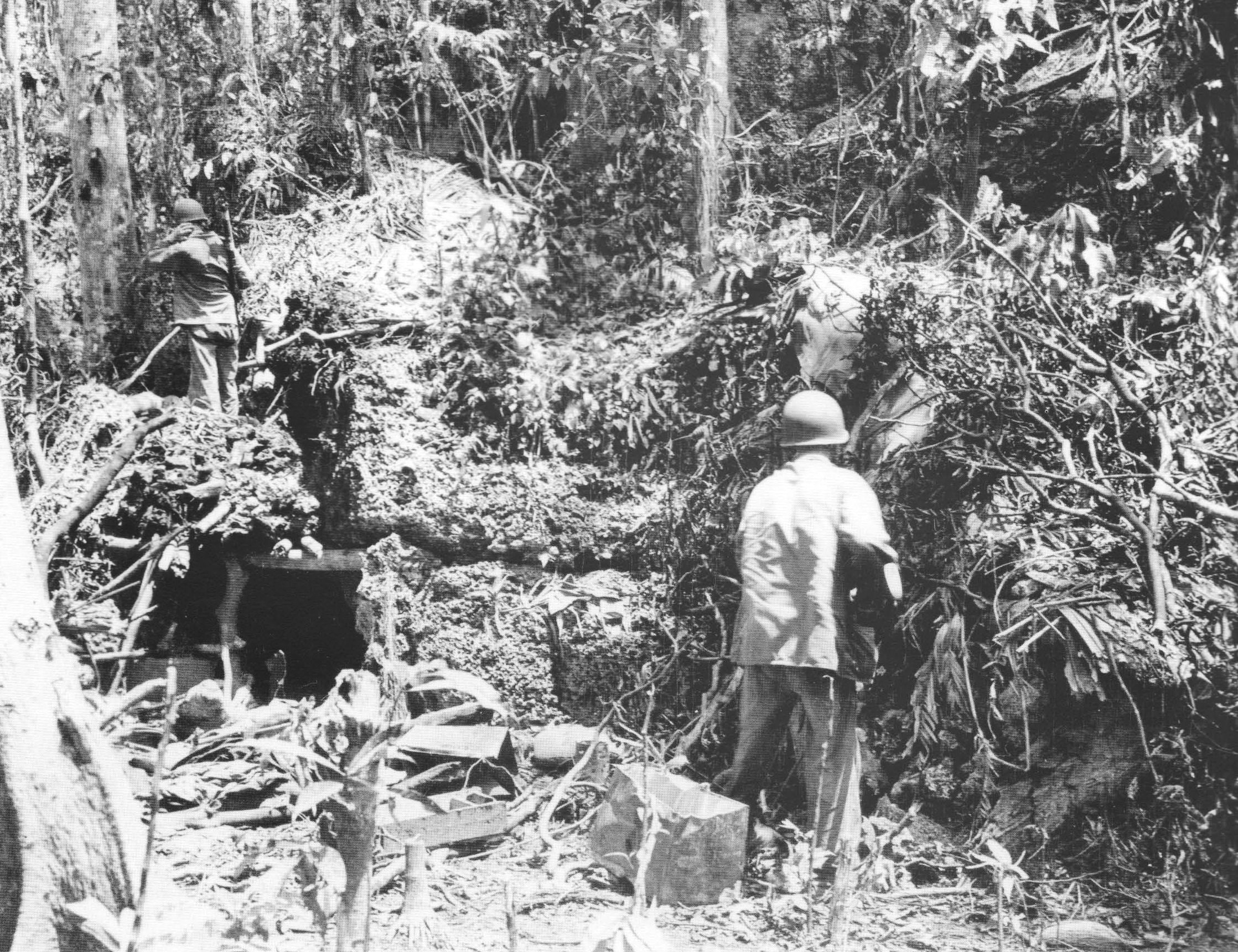
Ein Marine untersucht einen japanischen Erdbunker bei Point Cruz, November 1942

Um seinen Sieg in der Schlacht um Henderson Field auszunutzen, sandte Vandegrift sechs Bataillone Marineinfanterie unter Führung von Merrit Edson, die später von einem Bataillon der Army verstärkt wurden, zu Operationen westlich des Matanikau. Ihr Ziel war es, das Hauptquartier der 17. Armee bei Kokumbona, westlich von Point Cruz, anzugreifen. Das Gebiet wurde vom japanischen 4. Infanterieregiment verteidigt, das durch vorherige Schlachten, tropische Krankheiten und Mangelernährung stark geschwächt war. Die von Schiffen und Flugzeugen, darunter B-17-Bomber, unterstützte amerikanische Offensive begann am 1. November und führte bis zum 3. November zur Vernichtung der japanischen Kräfte, so dass der Weg nach Kokumbona offenzustehen schien. Die Offensive wurde aber durch Vandegrift am 4. November abgebrochen und die Truppen zur Umzäunung zurückbeordert, da am Vortag japanische Landungen bei Koli Point im Osten des Lunga-Geländes beobachtet worden waren, wohin eine größere Ansammlung japanischer Truppen nach der Schlacht um Henderson Field unterwegs war. Die amerikanischen Verluste bei der Matanikau-Offensive bis zu diesem Zeitpunkt beliefen sich auf 71 Gefallene, die japanischen auf etwa 400.

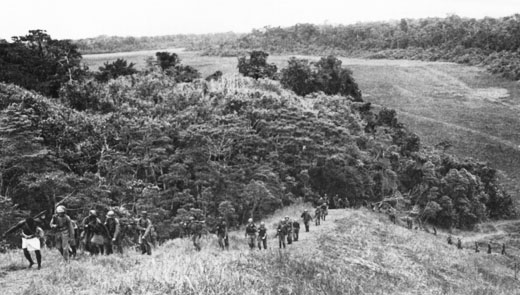
Marines des 2. Raider-Bataillons während „Carlsons Patrouille“

Am 4. November wurden vier amerikanische Bataillone unter der Gesamtführung von Marines-Brigadier General William H. Rupertus nach Koli Point in Marsch gesetzt. Dort war mittlerweile der Hauptteil von Oberst Shōjis 230. Regiment eingetroffen, sie wurden in ihren Stellungen von US-Schiffen und Flugzeugen bombardiert. Ab dem 5. November begannen die Amerikaner mit einer Einkreisungsoperation, die Shōjis Truppen endgültig vernichten sollte. Dieser hatte inzwischen den Befehl Hyakutakes erhalten, nach Kokumbona zurückzukehren. Es gelang den Japanern, eine Lücke zu finden und zwischen dem 9. und 11. November aus der Umklammerung auszubrechen. Zurückgebliebene Überlebende wurden von den Amerikanern bei der Schließung des Kessels getötet. Insgesamt kostete die Operation die Amerikaner 40 Gefallene und 120 Verwundete, während sie etwa 450 tote Japaner auffanden.
Auf dem Rückweg verloren Shōjis Männer nochmals rund 500 Mann durch Angriffe des 2nd Marine Raider Battalion unter Lieutenant Colonel Evans Carlson, die zuvor als Bewachung für den später aufgegebenen Bau eines Flugfelds bei Aola Bay gedient hatten. Als Shōjis Truppen schließlich die eigenen Linien westlich des Manatikau erreicht hatten, waren sie durch fortwährende Angriffe, Hunger und Krankheiten auf 700–800 Mann von einstmals über 3000 zusammengeschmolzen. Die Kämpfe bei Point Cruz wurden von den Amerikanern um den 10. November wiederaufgenommen, es gelang den Japanern jedoch mit Hilfe von mittlerweile eingetroffenen Verstärkungen, ihre Linien zu halten.

### Seeschlachten von Guadalcanal (13. bis 15. November 1942)
Nach ihrer Niederlage in der Schlacht um Henderson Field plante die japanische Armee, mit weiteren Verstärkungen im November die Offensive wieder aufzunehmen. Hierzu stellte die Marine elf große Transportschiffe bereit, die den Rest der 38. Division, rund 7000 Mann mitsamt Versorgungsgütern und Ausrüstung, von Rabaul nach Guadalcanal bringen sollten. Yamamoto sah außerdem vor, Henderson Field erneut durch Schlachtschiffe, diesmal Hiei und Kirishima, beschießen zu lassen. Die Flotte mit den beiden Schlachtschiffen wurde von Vizeadmiral Abe Hiroaki befehligt.

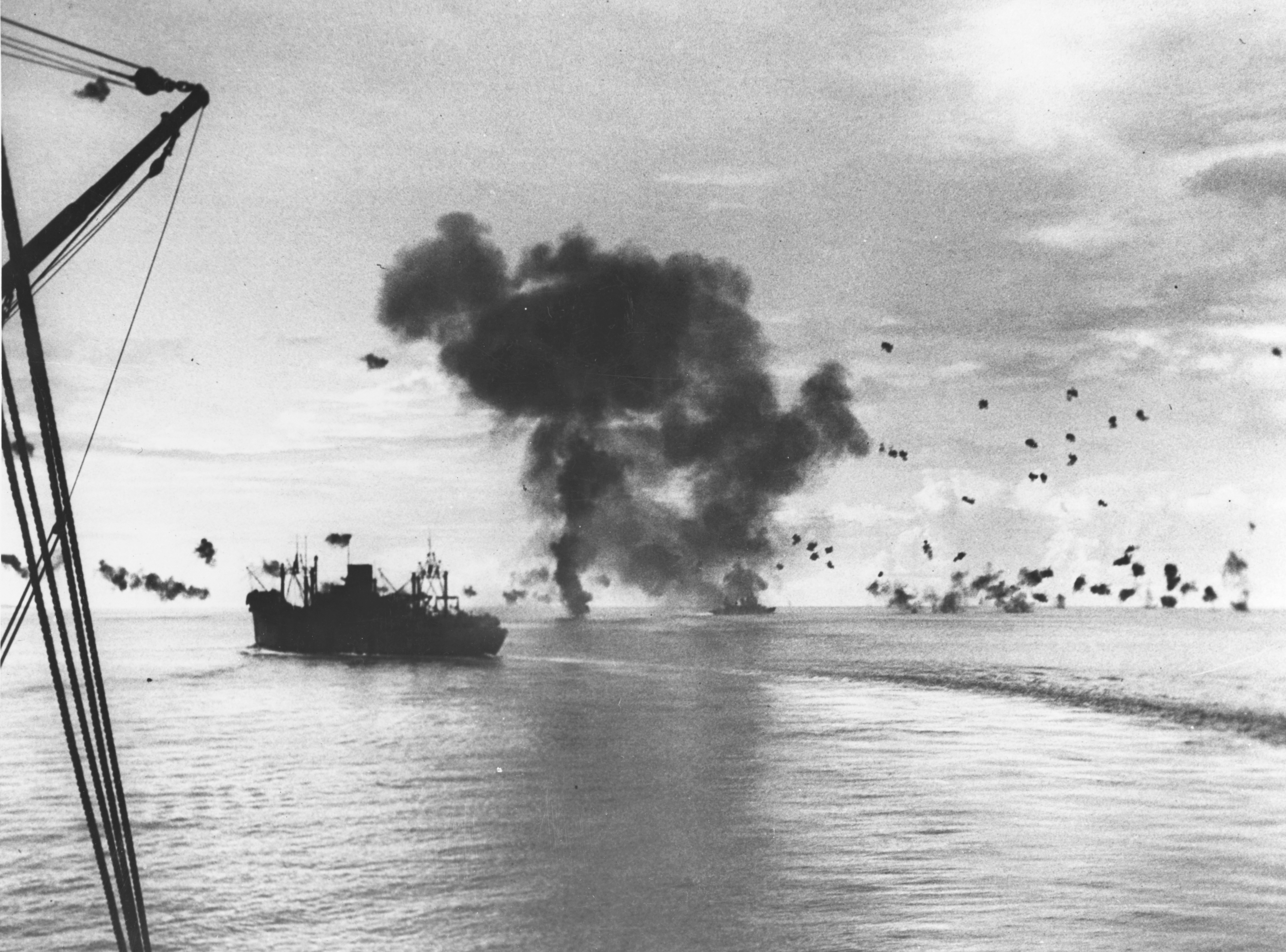
US-Schiffe manövrieren während eines japanischen Luftangriffs am 12. November

Etwa zur gleichen Zeit schickten die Amerikaner einen größeren Versorgungskonvoi namens Task Force 67 unter Rear Admiral Turner nach Guadalcanal, der von zwei Task Groups unter Daniel Callaghan und Norman Scott begleitet wurde. Der Konvoi wurde zwar von japanischen Flugzeugen angegriffen, konnte aber am 12. November zum Teil entladen werden. Nachdem sie durch Luftaufklärung vor der japanischen Bombardierungsgruppe gewarnt worden waren, sammelten die Amerikaner alle verfügbaren Kriegsschiffe, darunter zwei schwere und drei leichte Kreuzer sowie acht Zerstörer, um sich in der Nacht den Japanern südlich von Savo Island entgegenzustellen. Gegen 1:25 Uhr wurden die japanischen Schiffe auf dem Radar ausgemacht und kamen einige Zeit später in Sicht. Die Japaner waren dadurch benachteiligt, dass ihre Formation nach der Fahrt durch einen Regenschauer durcheinandergeraten war und die beiden Schlachtschiffe keine panzerbrechenden, sondern Splittergranaten geladen hatten. Gegen 1:48 Uhr wurde das Gefecht von beiden Seiten auf nahe Distanz eröffnet.
In einem konfusen Gefecht, das etwa 40 Minuten dauerte und teilweise auf nächste Distanz geführt wurde, wurden die meisten amerikanischen Schiffe schwer beschädigt oder versenkt und sowohl Callaghan als auch Scott durch Brückenvolltreffer getötet. Die Japaner verloren zwei Zerstörer und am folgenden Tag durch Luftangriffe von Henderson Field und der Enterprise das beschädigte Schlachtschiff Hiei. Der geplante Angriff auf Henderson Field wurde verhindert, da sich die Japaner zurückzogen. Yamamoto ließ daraufhin die Transportschiffe, die eigentlich am 13. November hätten landen sollen, einen weiteren Tag mit ihrer Fahrt durch den Slot warten und entsandte eine weitere Flotte unter Kondō Nobutake, um Henderson Field am 15. November zu bombardieren.
In der Nacht zum 14. November griff eine Kreuzerflotte unter Mikawa Henderson Field an, verursachte jedoch keine größeren Schäden. Am nächsten Tag wurde der japanische Truppenkonvoi, der von einer Zerstörergruppe unter Tanaka Raizō eskortiert wurde, auf seiner Fahrt durch den Slot mehrfach von US-Flugzeugen angegriffen und sechs der Schiffe versenkt. Die meisten Soldaten wurden von den begleitenden Zerstörern aufgenommen, etwa 450 ertranken. Zuvor war von den Flugzeugen bereits einer von Mikawas schweren Kreuzern auf ihrer Rückfahrt versenkt und einer schwer beschädigt worden. Vier Transportschiffe und vier Zerstörer setzten ihre Fahrt nach Guadalcanal fort, der Rest kehrte zu den Shortlands zurück.

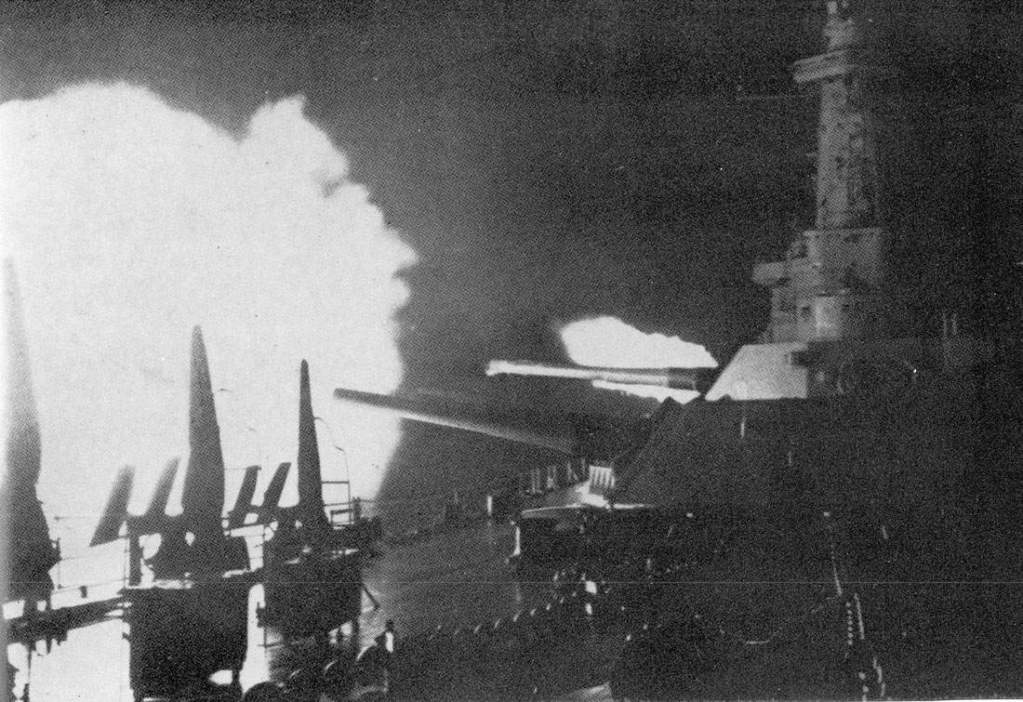
Die Washington feuert auf die Kirishima

In der Nacht des 14. November steuerte Kondōs Flotte, die sich inzwischen mit Abes vereinigt hatte, durch die Indispensable Strait Guadalcanal an. Halsey hatte am Tage die beiden Schlachtschiffe Washington und South Dakota zusammen mit vier Zerstörern von der Trägergruppe der Enterprise abgestellt und den Befehl über diese Task Force 64 Rear Admiral Willis A. Lee übertragen. Die Flotte patrouillierte bei Savo Island, als gegen 22:55 Uhr Kondōs Flotte, bestehend aus Kirishima, zwei schweren und zwei leichten Kreuzern und neun Zerstörern, auf den Radarschirmen erschien. Um 23:17 Uhr eröffneten die amerikanischen Schlachtschiffe das Feuer. Zwei amerikanische Zerstörer wurden kurze Zeit später versenkt und einer schwer beschädigt. Nachdem die South Dakota schwer beschädigt worden war und abdrehte, gelang es der Washington, die Kirishima mit mehreren Salven einzudecken, so dass sie beim Rückzug der Japaner am frühen Morgen versenkt werden musste.

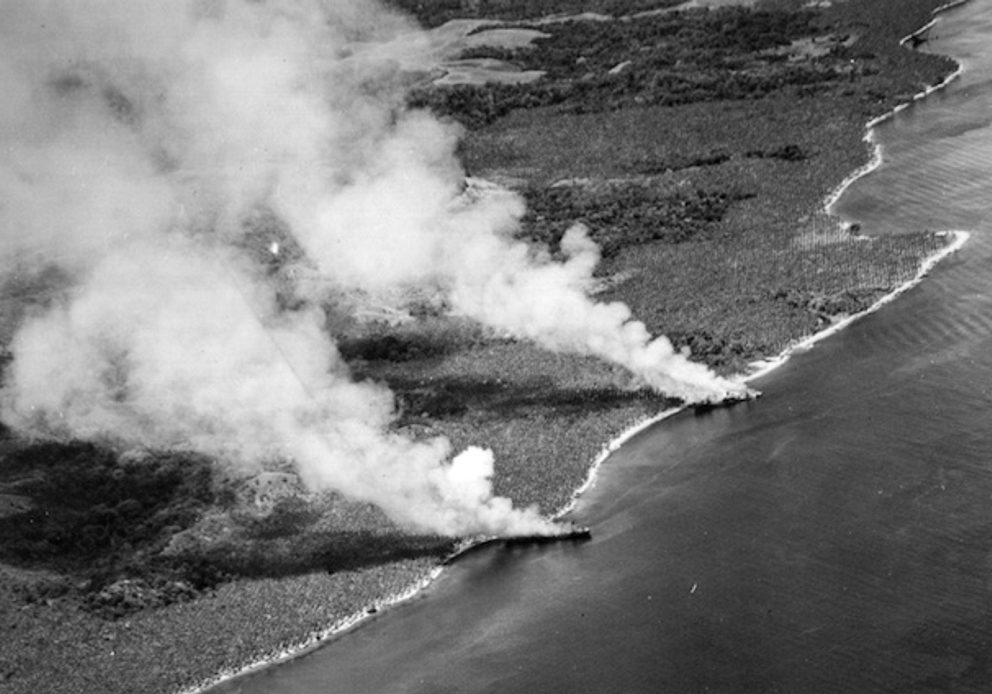
Brennende japanische Transportschiffe nach der Seeschlacht von Guadalcanal

Die vier japanischen Transportschiffe setzten sich gegen 4:00 Uhr am 15. November bei Tassafaronga auf Strand, wo sie am frühen Morgen von US-Flugzeugen angegriffen und in Brand geschossen wurden. Etwa 2000 bis 3000 Soldaten gingen an Land, die meiste Ausrüstung ging verloren. Die Seeschlacht von Guadalcanal war der letzte Versuch der Japaner, die Gewässer um Guadalcanal unter ihre Kontrolle zu bringen. Sie waren nicht mehr in der Lage, größere Mengen an Truppen nach Guadalcanal zu bringen.

### Seeschlacht von Tassafaronga (30. November 1942) und japanischer Entschluss zur Evakuierung

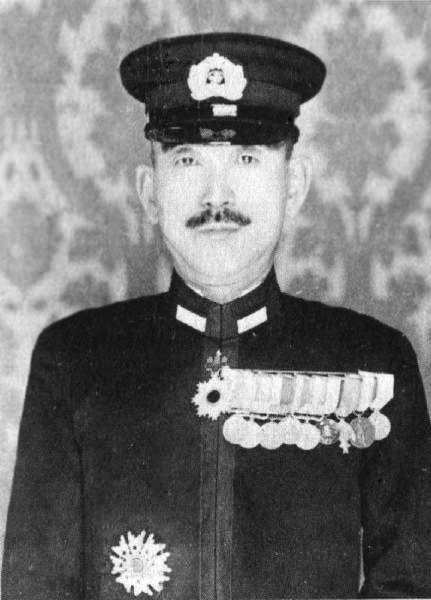
Tanaka Raizō

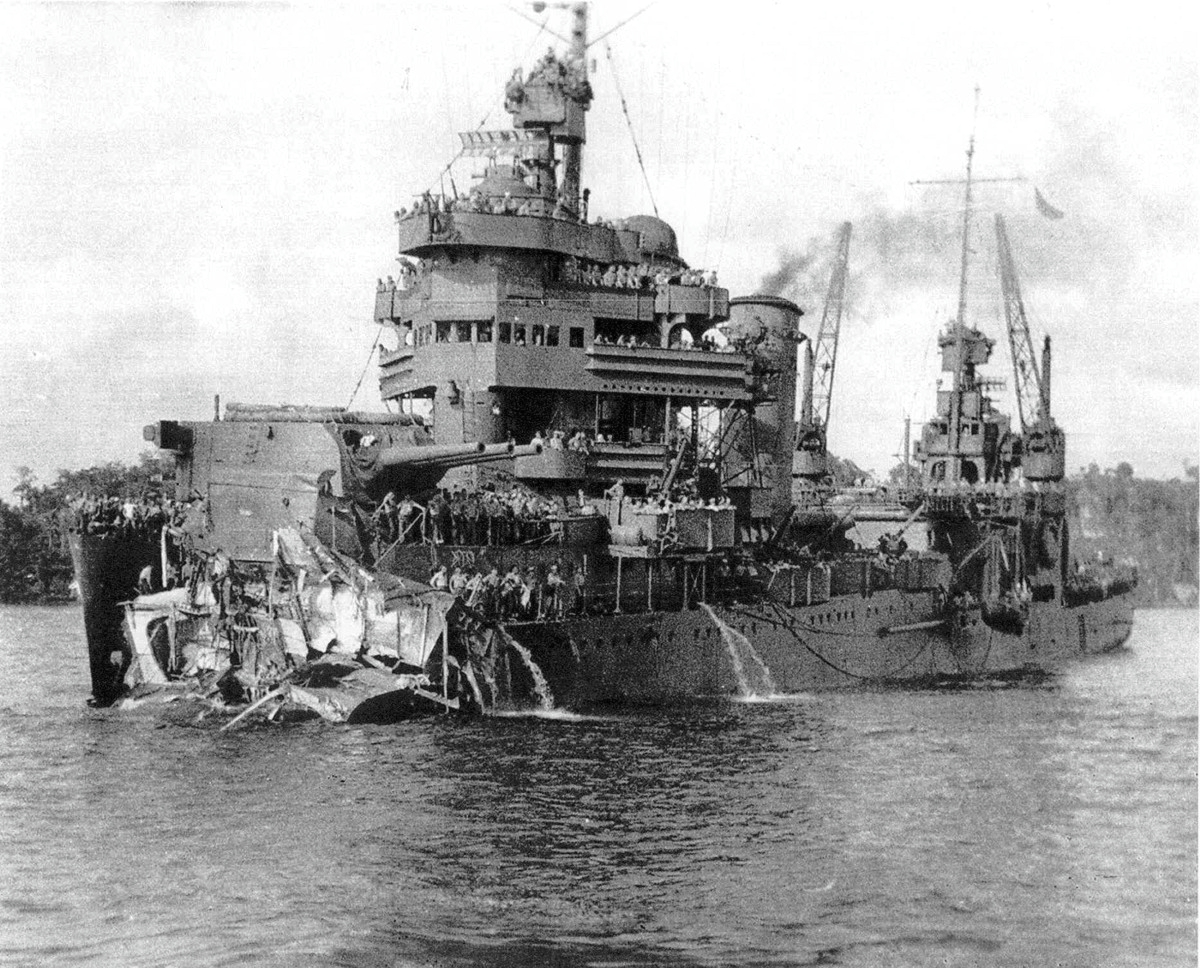
Der schwer beschädigte Schwere Kreuzer New Orleans am Tag nach der Schlacht

Die andauernde Krise auf Guadalcanal veranlasste die Japaner im November zu Gegenmaßnahmen. Am 26. November wurde in Rabaul die 8. Regionalarmee unter Generalleutnant Imamura Hitoshi aufgestellt, die die Aktionen der 17. Armee auf Guadalcanal und der 18. Armee in Neuguinea koordinieren sollte. Aufgrund einer Mitte November auf Neuguinea begonnenen alliierten Offensive gegen Buna und Gona wurde die Priorität der Kämpfe auf Guadalcanal von Imamura heruntergestuft.

Nach den Seeschlachten von Guadalcanal hatten die Japaner begonnen, U-Boote für nächtliche Versorgungsfahrten nach Guadalcanal einzusetzen. Da diese nur eine sehr begrenzte Transportkapazität hatten, kam es bei der 17. Armee bald zu einer ernsten Versorgungskrise. Die von den Shortlands operierende Zerstörerflotte unter Tanaka Raizō wurde daher damit beauftragt, eine neue Methode für die Versorgungsfahrten zu entwickeln. Dazu wurden mit Versorgungsgütern beladene Fässer genutzt, die von den Zerstörern in die Nähe des Strandes transportiert und dort losgemacht werden sollten, um von Schwimmern oder Booten aufgenommen zu werden. Auf diese Weise erhoffte man sich, den zeitraubenden Vorgang des Entladens zu verkürzen und somit Luftangriffen zu entgehen. Die erste Fahrt mit der neuen Methode wurde für die Nacht des 30. November angesetzt.
Halsey hatte inzwischen auf Espiritu Santo die Task Force 67 mit einem leichten und vier schweren Kreuzern sowie vier Zerstörern neu formiert und dem Befehl von Rear Admiral Carleton H. Wright unterstellt. Am 29. November fingen die Amerikaner eine japanische Nachricht ab, die die Versorgungsfahrt Tanakas ankündigte, und beauftragten Wright damit, die Japaner abzufangen. Unterwegs schlossen sich ihm zwei weitere Zerstörer an. Tanaka hatte durch ein Aufklärungsflugzeug eine Warnung vor den Amerikanern erhalten und war auf ein Gefecht vorbereitet. Gegen 23:15 Uhr wurde das Gefecht südlich von Savo Island eröffnet. Nach einem erfolglosen Torpedoangriff der amerikanischen Zerstörer nahmen die US-Kreuzer einen der Zerstörer Tanakas unter Feuer und schossen ihn kampfunfähig. Die übrigen japanischen Zerstörer unternahmen ihrerseits einen Torpedoangriff auf die amerikanischen Kreuzer. Dabei nutzten sie das gegnerische Mündungsfeuer, um ihre Ziele anzuvisieren. Da die Amerikaner keine Ausweichbewegungen durchführten, erhielten alle vier schweren Kreuzer Treffer. Einer sank, die übrigen wurden schwer beschädigt. Die japanischen Zerstörer drehten daraufhin ab, ohne ihre Versorgungsmission ausgeführt zu haben.

Trotz dieser Niederlage gelang es den Amerikanern, weitere japanische Konvoifahrten empfindlich zu stören. So wurden einerseits bereits abgeladene Fässer durch Luftangriffe zum Sinken gebracht, andererseits setzten die Amerikaner nun vermehrt PT-Schnellboote ein, um die Gewässer um Guadalcanal zu schützen. Nach drei weiteren erfolglosen Zerstörerfahrten stellten die Japaner ihre Versuche ein. Am 12. Dezember schlug die japanische Marine vor, das Unternehmen auf Guadalcanal abzubrechen. Gegen den Widerstand der Armeeführung stimmte schließlich am 31. Dezember Kaiser Hirohito dem Beschluss des japanischen Hauptquartiers zu, die verbleibenden Truppen von der Insel abzuziehen und auf New Georgia eine neue Verteidigungslinie zu errichten.

### Letzte Bodenkämpfe im Landesinneren (15. Dezember 1942 bis 23. Januar 1943)

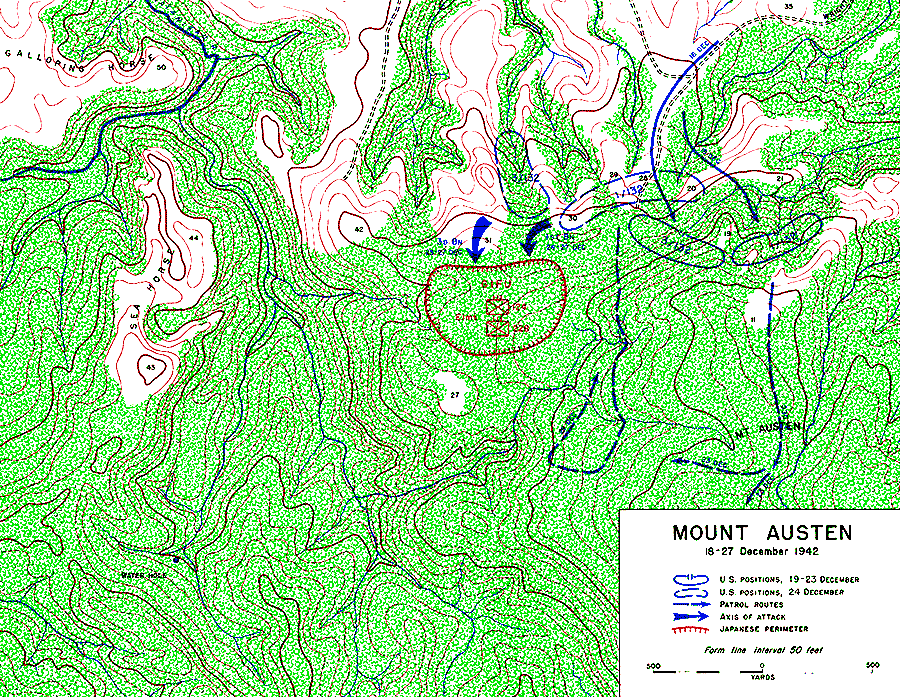
Erste Schlacht um dem Mount Austen vom 18. bis 27. Dezember 1942

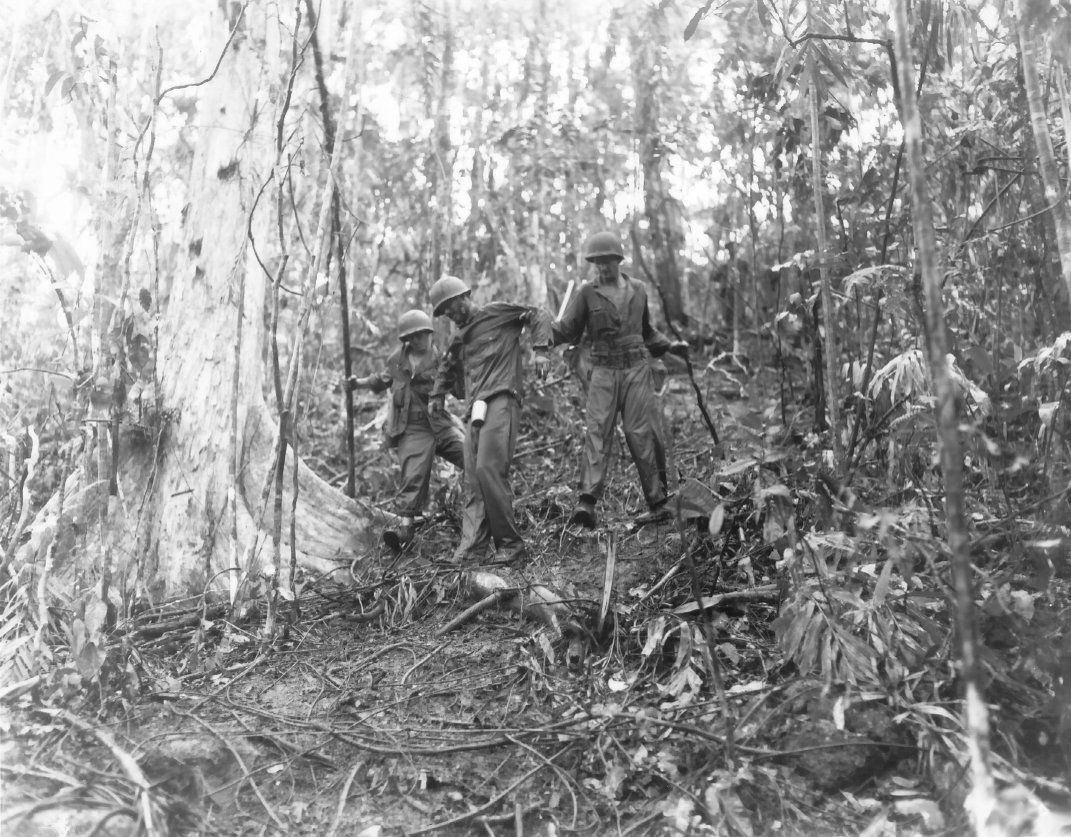
Abtransport eines verwundeten US-Soldaten

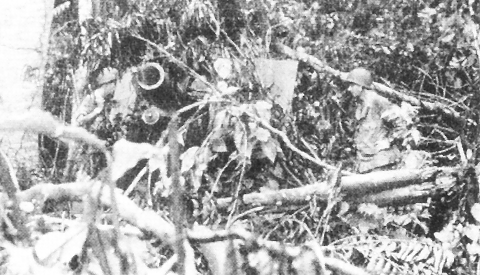
Erbeutetes japanisches Geschütz

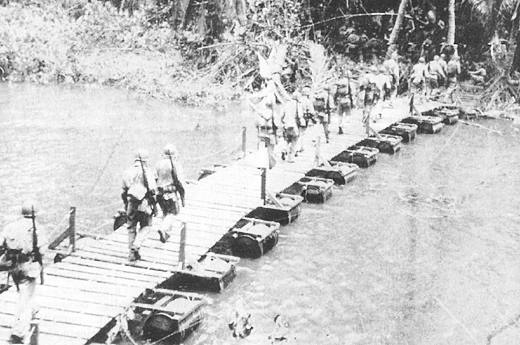
Brücke über den Matanikau River

„Im Dezember planten die Amerikaner die Einnahme des Mount Austen, die innerhalb von zwei Wochen abgeschlossen sein sollte. Die Höhe 27, der unter dem Namen Galloping Horse bekannte Hügel, die Gifu-Stellung – sie alle wurden den Japanern unter gleich schwierigen Bedingungen genommen. […] Diese bemerkenswert gut geglückte [japanische] Evakuierung änderte nichts daran, daß die Amerikaner eine der längsten und erbittertsten Schlachten der Militärgeschichte gewonnen hatten. […] Die Verluste der Amerikaner in den Erdkämpfen betrugen nur 1.492 Tote – bei den Japanern hingegen waren 14.800 Soldaten gefallen und 9.000 von Krankheiten dahingerafft worden. Midway hatte erstmals bewiesen, wie hervorragend die Amerikaner sich zu schlagen vermochten. Guadalcanal hatte es mit seinen unsäglich harten Bedingungen und seinen immer neuen Schwierigkeiten unter ganz anderen Umständen ein zweites Mal deutlich gezeigt. Die Legende von der Unbesiegbarkeit der Japaner war zerstört worden.“

Die Japaner zogen sich auf die unwegsamen Berghänge des Mount Austen zurück und litten bei katastrophaler Versorgungslage unter tropischen Infektionskrankheiten. Die Bodenoffensive der Amerikaner beschränkte sich auf wenige Widerstandsnester um den Mount Austen: Höhe 27 „Galloping Horse“, „Sea Horse“ und die „Gifu-Stellung“.
In seinem autobiografischen Roman „The Thin Red Line“ (deutsche Übersetzung unter dem Titel „Der tanzende Elefant“, verfilmt 1998 von Terrence Malick) beschreibt James Jones ausführlich die Kämpfe um „Galloping Horse“ und „Sea Horse“, an denen er selbst als GI teilgenommen hat und in deren Verlauf er verwundet wurde (die beiden Höhenzüge heißen in seinem Buch jedoch „der tanzende Elefant“ und „die gekochte Riesengarnele“) – inklusive des unten erwähnten Stoßtruppunternehmens unter Hauptmann Charles W. Davis (im Buch „Hauptmann Gaff“).
Die letzten Kämpfe im Landesinneren von Guadalcanal fanden vom 15. Dezember 1942 bis zum 23. Januar 1943 statt. Ungefähr 50.000 US-Soldaten kämpften gegen 20.000 japanische Soldaten, die sich in die schwer zugänglichen Berge der Insel zurückgezogen hatten. Während bei diesen Operationen an die 3.000 Japaner getötet wurden, fielen 250 Amerikaner. Der Schwerpunkt dieser Gefechte lag auf der sogenannten Gifu-Stellung. Die Japaner hielten ihre Stellungen, die um taktisch wichtige Höhenzüge wie dem Mount Austen, Galloping Horse und Sea Horse positioniert waren. Noch während diese Stellungen mit den letzten Kräften gehalten wurden, zog die Hauptmacht der japanischen Armee von der Insel ab. Beide Seiten litten während der Kämpfe unter Tropenkrankheiten wie Tsutsugamushi-Fieber, auch als Japanisches Flussfieber bezeichnet, Dysenterie, auch als Ruhr bezeichnet und unter Malaria, die auf beiden Seiten zu erheblichen Ausfällen führten.
Auf dem 416 m hohen Mount Austen (japan. Bezeichnung „Bärenhöhe“, Mount Mambulu für die salomonischen Einwohner) war ein japanischer Beobachtungspunkt eingerichtet, um die Bewegungen des Gegners im Lunga Flussdelta aufzuklären und Artilleriefeuer auf Henderson Field zu lenken. Bei dem Mount Austen handelte es sich um eine mit tropischem Bergwald dicht bewachsene Hügelgruppe, in der einzelne Felsen aus der Vegetation hervorstanden und die kaum zugänglich war. Der Nachschub verlief über einen Pfad, der unter dem Namen Maruyama Trail bekannt wurde.
Anfang November 1942 landeten unter dem Befehl von Generalleutnant Tadayoshi Sano Teile der japanischen 38. Division und griffen in die Kämpfe um den Matanikau River ein. Ein anderes Regiment unter Generalmajor Takeo Itō verstärkte die Verteidigungspositionen um Mount Austen.
Aufgrund der Seegefechte konnten nur 2.000 bis 3.000 Soldaten an Land gehen, der Rest der Division und das schwere Gerät verblieben außerhalb von Guadalcanal. Währenddessen verlief der Nachschub der Amerikaner nahezu ungestört und weitere drei Regimenter betraten die Insel, darunter Truppenteile des 5. US-Marineinfanterie-Regiments, der 25. US-Infanteriedivision und der Americal Division. Ab ungefähr Dezember war die Versorgungslage der Japaner stark angespannt und durch tropische Erkrankungen, Hunger und Entkräftung hatten die Infanterie-Bataillone Ausfälle von 50 Mann pro Tag, so dass schätzungsweise nur noch 12.000 Soldaten einsatzfähig waren. Am 12. Dezember 1942 gelang es japanischen Spähtrupps, die amerikanischen Linien zu infiltrieren und Schäden auf dem Feldflugplatz Henderson Field anzurichten. Am 14. Dezember 1942 entwickelten sich die ersten Feuergefechte zwischen Amerikanern und Japanern an den Berghängen des Mount Austen.

Major General Alexander M. Patch, der seit Anfang Dezember mit dem ihm unterstellten XIV. US-Korps die Leitung der Operationen auf der Insel von Vandegrift übernommen hatte, beschloss die restlichen auf der Insel verbleibenden japanischen Kräfte in einer großangelegten Operation zu vernichten. Das 132. US-Infanterie-Regiment unter Colonel Leroy E. Nelson erhielt den Auftrag, die Berghänge des Mount Austen dauerhaft zu sichern. Das 3. Bataillon ließ seine Ausrüstungsgegenstände im Verfügungsraum zurück und überwand einige Berghänge, bis es von japanischem MG-Feuer niedergehalten wurde. Dem Bataillon gelang es, sich in der Nacht einzugraben; es hatte den Befehl, Artilleriesperrfeuer auf die japanisch besetzten Berghänge zu richten. Zwischen dem 20. und 23. Dezember 1942 zogen sich die Japaner sukzessive aus ihrem Verteidigungsraum am Mount Austen zurück, da die bewaffnete US-Gefechtsaufklärung stark zunahm.

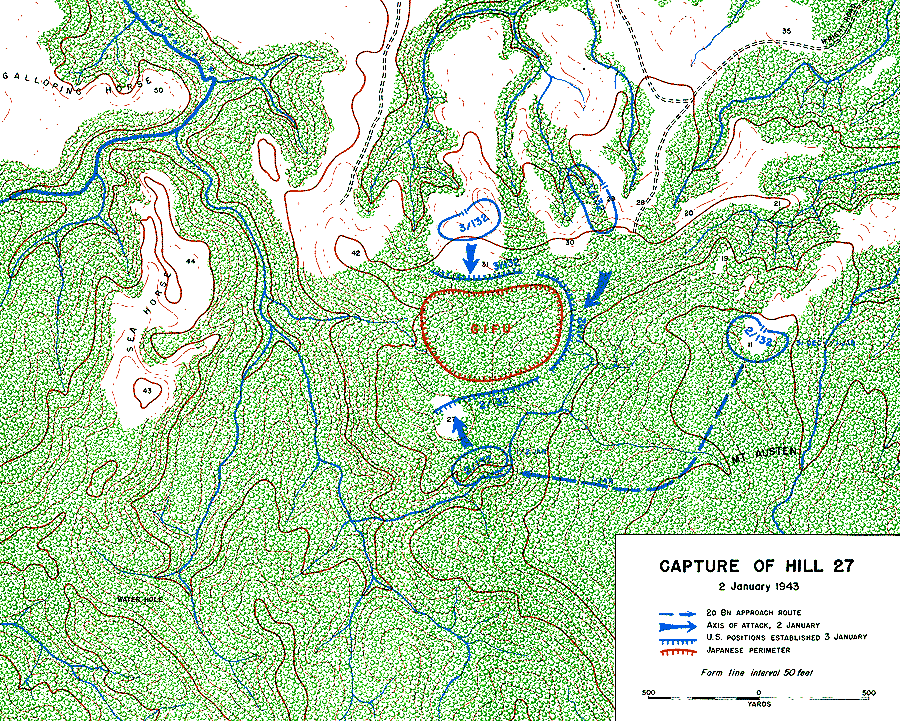
Gifu-Stellung am 2. Januar 1943

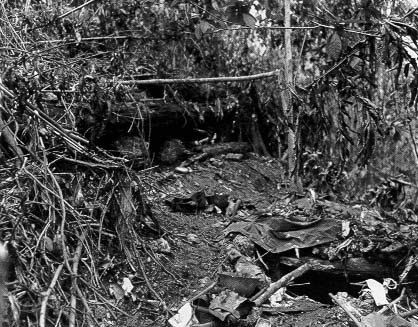
Zerstörte japanische Stellung an der Gifu-Position

Sie zogen sich in das Grabensystem der Gifu-Stellung zurück, die sich auf einer Länge von 1,4 Kilometern von der Spitze des Mount Austen und den Höhen 27 und 31 befand und durch 45 bis 50 miteinander verbundene und gut getarnte Feuerposten gesichert war, die hufeisenförmig angeordnet waren. Hinter den Schützengräben, die in der natürlichen Vegetation nur schwer auszumachen waren, waren starke Mörsergruppen positioniert. In der Zeit vom 25. bis 29. Dezember 1942 widerstanden die japanischen Linien erfolgreich sämtlichen Feindannäherungen im Frontalangriff mit einem gescheiterten Versuch, die Flanken einzunehmen. Dabei fielen 53 US-Soldaten und 129 wurden schwer verwundet.
Am 2. Januar 1943 wurde ein weiterer Versuch unternommen, wobei das 2. Bataillon des 132. US-Infanterie-Regiments Hügel 27 einnehmen und eine Mörserbesatzung ausschalten konnte. Die Munition wurde knapp und die Soldaten mussten sich unter erschwerten Bedingungen behaupten. Erst durch einen Führungswechsel auf Bataillonsebene gelang es Lieutenant Colonel George eine Bresche in die japanischen Linien zu treiben. Die Verluste des 132. US-Infanterie-Regiments stiegen auf 115 Gefallene und 272 Verwundete an. Ein hoher Anteil der Verluste rührte durch Wundinfektionen und tropische Krankheiten her.
Das 1. und 3. Bataillon wurden dabei dermaßen stark in Mitleidenschaft gezogen, dass sie aus dem Gefecht genommen wurden. Die Gifu-Stellung war am 4. Januar 1943 von Norden, Osten und Süden von Amerikanern eingeschlossen. Später wurden das unverantwortliche Vorgehen unter Major General Patch und die hohen Verluste durch die US-Militärführung verurteilt. Man schätzte die japanischen Verluste auf 500 Gefallene, wobei unklar blieb, ob sie durch Gefechte oder durch Hunger und Erschöpfung verursacht wurden.

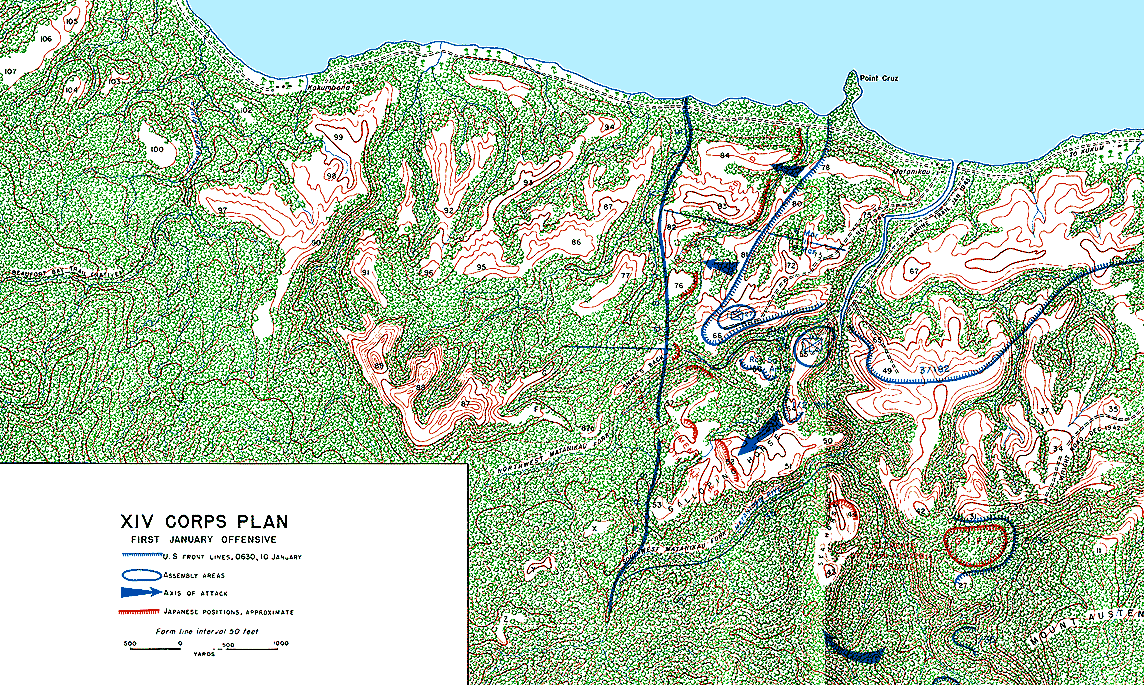
Operationsgebiet am Matanikau River im Januar 1943

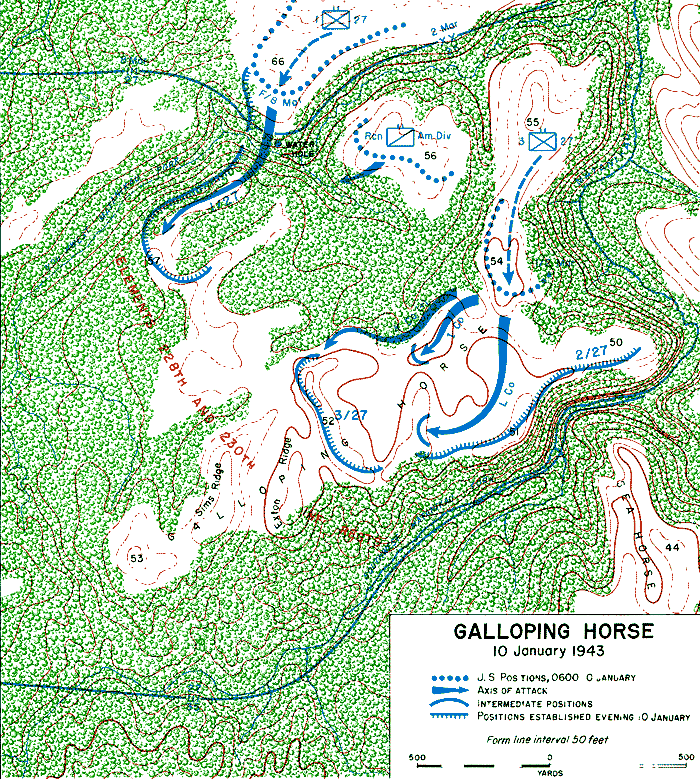
Galloping Horse am 10. Januar 1943

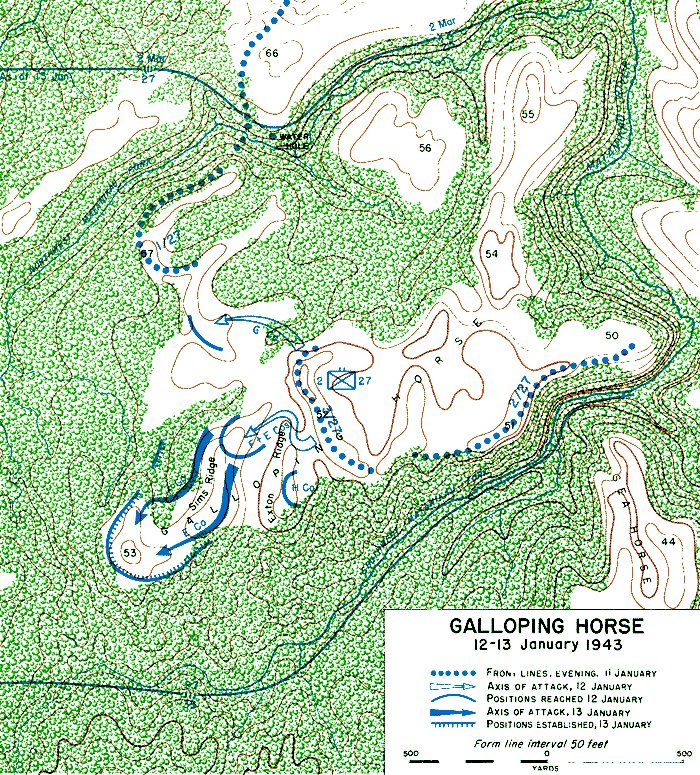
Galloping Horse vom 12. bis 13. Januar 1943

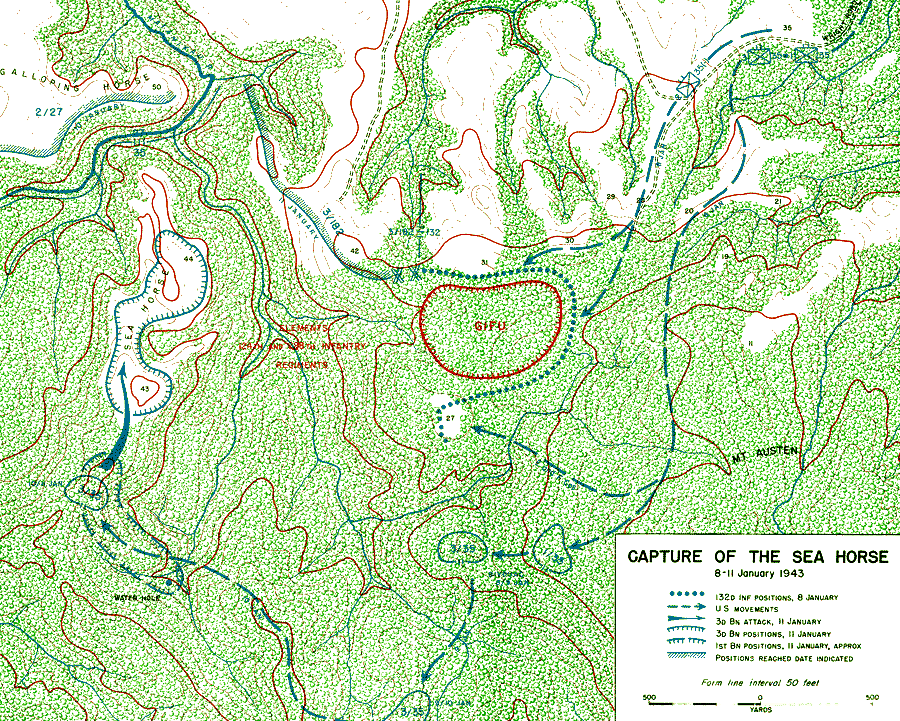
Sea Horse vom 8. Bis 11. Januar 1943

Im Januar 1943 verlagerten sich die US-Operationen auf das Hügelgebiet am Oberlauf des Matanikau River, wo sich auf den Hügeln „Galopping Horse“ und „Sea Horse“ stark verteidigte japanische Stellungen befanden. Major General J. Lawton Collins, Kommandeur der 25. US-Infanterie-Division, beauftragte das 35. US-Infanterie-Regiment damit, die Überreste der Gifu-Stellung, verbleibende japanische Widerstandsnester am Mount Austen und den Hügel „Sea Horse“ einzunehmen. Das 27. US-Infanterie-Regiment wurde gegen den Hügel „Galloping Horse“ eingesetzt. Vereinigen sollten sich beide Regimenter auf dem Hügel 53, der gewissermaßen den Kopf des Hügels „Galloping Horse“ darstellte. Das 161. US-Infanterie-Regiment sollte in Reserve verbleiben. Unter großen Anstrengungen wurden Pisten in den Regenwald geschlagen, um den Nachschub für die vordersten Einheiten zu gewährleisten.
Die Japaner erwarteten die US-Offensive bereits und begannen ihre Stellungen um den Matanikau River zu verstärken. Das japanische Oberkommando hoffte, die US-Truppen in Hinterhalte locken und aus gut ausgebauten Stellungen in nächtlichen Feuergefechten und Nahkampf besiegen zu können, bevor sie ihre technische Überlegenheit an Feuerkraft ausspielen konnten. Die Hügelformation „Galloping Horse“ bestand aus den Hügeln 54, 55 und 57, mit dem 270 Meter hohen Hügel 53 in der Mitte. Colonel William A. McCulloch, Kommandeur des 27. US-Infanterie-Regiments entsandte seine Bataillone gegen die Hügel 57, 51 und 52, die von ca. 600 Japanern des 228. Infanterie-Regiments unter Major Haruka Nishiyama verteidigt wurden. Der amerikanische Angriff begann am 10. Januar 1943 in den frühen Morgenstunden mit massivem Artilleriefeuer. In der Nähe des Hügels 52 wurde der amerikanische Vormarsch durch japanische Maschinengewehre aufgehalten, die erst durch Luftschläge vernichtet werden konnten. Hügel 51 wurde ohne Feindwiderstand eingenommen.
Am 11. Januar 1943 hielten japanische MGs und Mörser das 3. Bataillon für längere Zeit nieder, infolge von Wassermangel waren die US-Soldaten kaum noch einsatzbereit. Hügel 53 fiel tags darauf. Die Drehachse der japanischen Verteidigungslinie befand sich unweit von Hügel 53 am „Pferdehals“ der Hügelformation „Galloping Horse“ und war durch stark befestigte Maschinengewehrnester und Mörserpositionen gegen den amerikanischen Vormarsch gesichert. Erst durch den Einsatz eines vierköpfigen Freiwilligenkommandos unter Hauptmann Charles W. Davis konnte Hügel 53 in amerikanischen Besitz genommen wurden. Eintreffende Wasserversorgung und die Nachricht über den Sieg des Kommandos Davis, spornten die US-Soldaten zu einer weiteren Kraftanstrengung an, weiter vorzugehen. Dieses Unternehmen kostete weniger als 100 amerikanische Gefallene und 170 gefallene japanische Soldaten. Zwischen dem 15. und 22. Januar 1943 unternahm das 161. Infanterie-Regiment Säuberungsaktionen gegen liegengebliebene Feinde in dieser Region.
In den letzten Dezemberwochen des Jahres 1942 war Colonel Robert B. McClure (35. US-Infanterie-Regiment) mit der Eroberung der Hügelgruppe „Sea Horse“, welche aus den Hügeln 43 und 44 bestand, und der Gifu-Stellung beauftragt. Mehrere Einheiten sollten sich auf verschiedenen Routen der Gifu-Stellung annähern und diese ausschalten. Die Routen bestanden aus schmalen Pfaden, die eigentlich nur kleinen Aufklärungstrupps genügten und führten über eine schwer durchdringbare Regenwaldlandschaft und steile Berghänge. Dem 3. Bataillon gelang es als erstem sich auf 640 Metern der Hügelspitze zu nähern und Stellungen auszugraben. Am 11. Januar gelang es mithilfe von Luftunterstützung und Artilleriefeuer Hügel 43 in der Nacht einzunehmen. Der Sieg wurde am 12. Januar 1943 verkündet, obwohl 558 gefallene japanische Soldaten gezählt wurden, konnten sich Teile des japanischen Regimentsstabs absetzen.

Am 9. Januar 1943 kam es zur zweiten Schlacht am Mount Austen gegen die letzten Widerstandsnester der japanischen Armee in den verbleibenden Resten der Gifu-Stellung. Mit der Einnahme des „Sea Horse“ Hügels waren die Japaner vom Rest der 17. Armee abgeschnitten. Die überlebenden Japaner erhielten den Befehl ihre Positionen bis zur letzten Konsequenz zu verteidigen. Lautsprecher-Aufrufe der Amerikaner sich zu ergeben, wurden ignoriert. Am Nachmittag des 17. Januars 1943 wurde die amerikanische Schlussoffensive mit starkem Geschützfeuer eröffnet und am 18. Januar erfolgte der Einbruch an der schwächsten Stelle der Gifu-Linie. Aufgrund von Starkregenfällen musste der Angriff am 20. Januar 1943 abgebrochen werden.

Der letzte Widerstand wurde am 22. Januar 1943 gebrochen, als ein leichter US-Panzer mühsam über den Pfad an einen Berghang des Mount Austen herangeschafft werden konnte und die letzten Bunker der Japaner zerstörte. Die japanischen Gesamtverluste an der Gifu-Stellung wurden auf 1.500 Soldaten geschätzt. Damit war der Widerstand der Japaner im Landesinneren der Insel ausgeschaltet. Mitte Januar begannen die Japaner ihren Rückzug aus den Hügelstellungen nach Westen in Vorbereitung auf die Evakuierung der Insel (Operation Ke). Die Truppen wurden in drei Etappen am 1. (ca. 5.000 Mann), 4. (ca. 5.000 Mann) und 7. Februar (ca. 2.500 Mann) auf Zerstörern nach New Georgia gebracht. Damit war das monatelange Ringen um die Insel beendet.

## Folgen

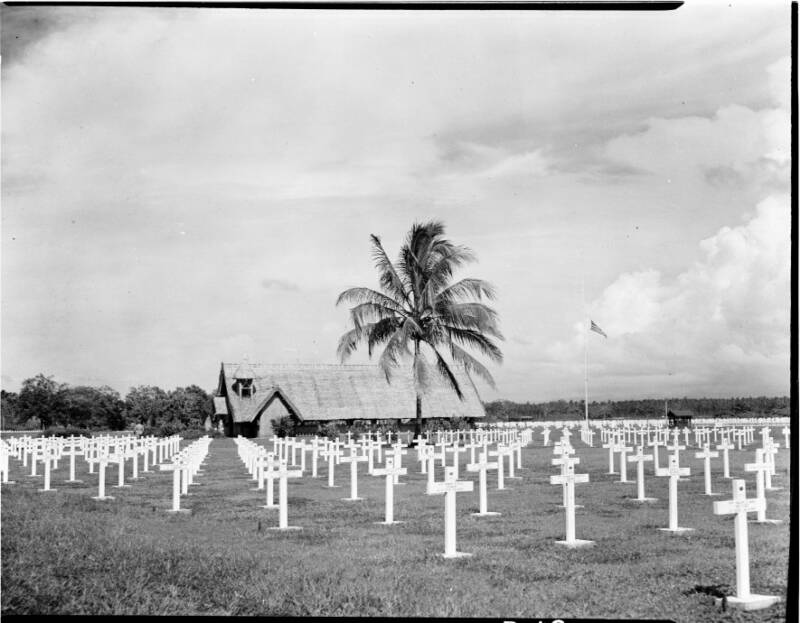
Militärfriedhof auf Guadalcanal, 1945

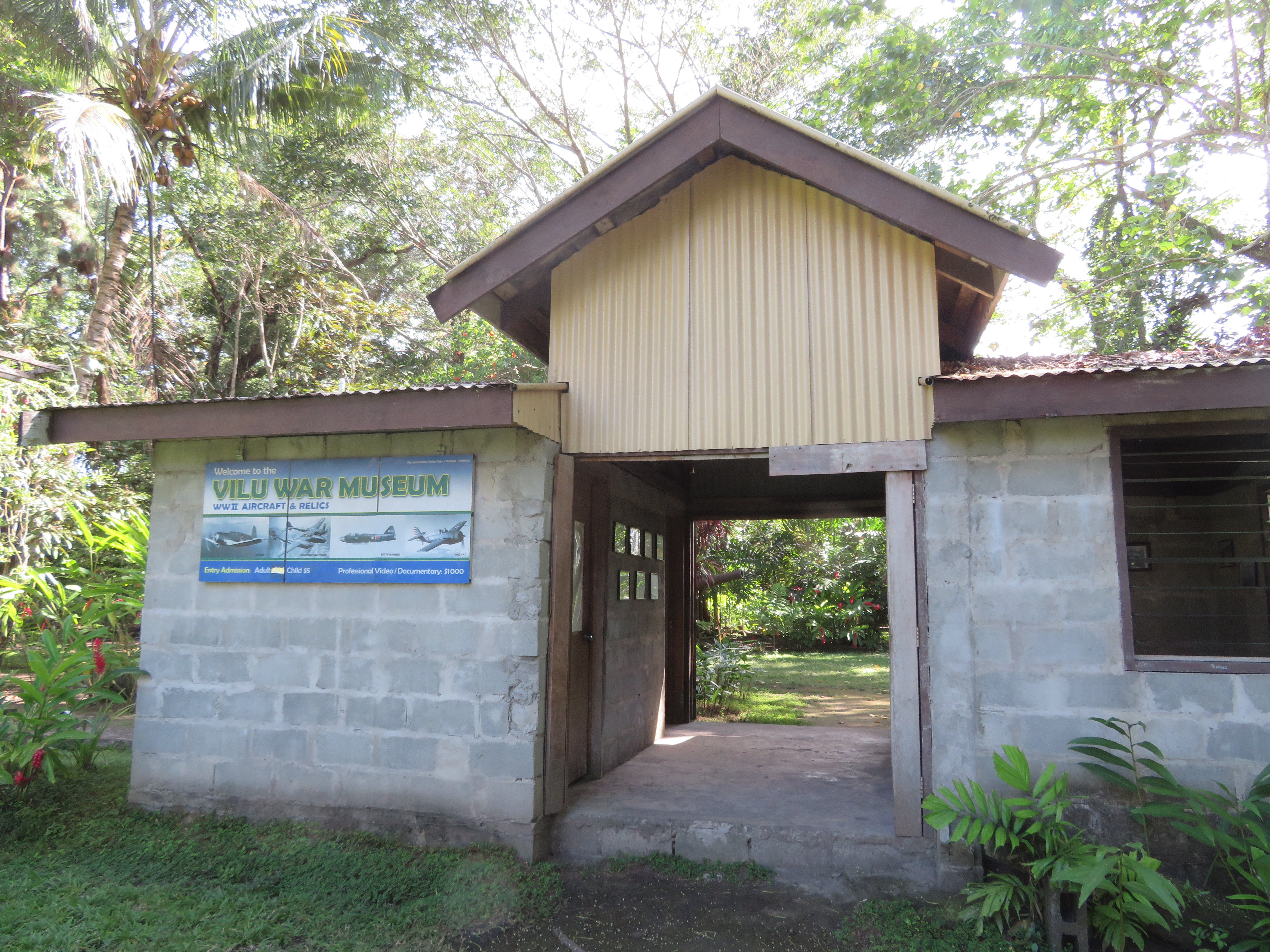
Eingang zum Vilu War Museum

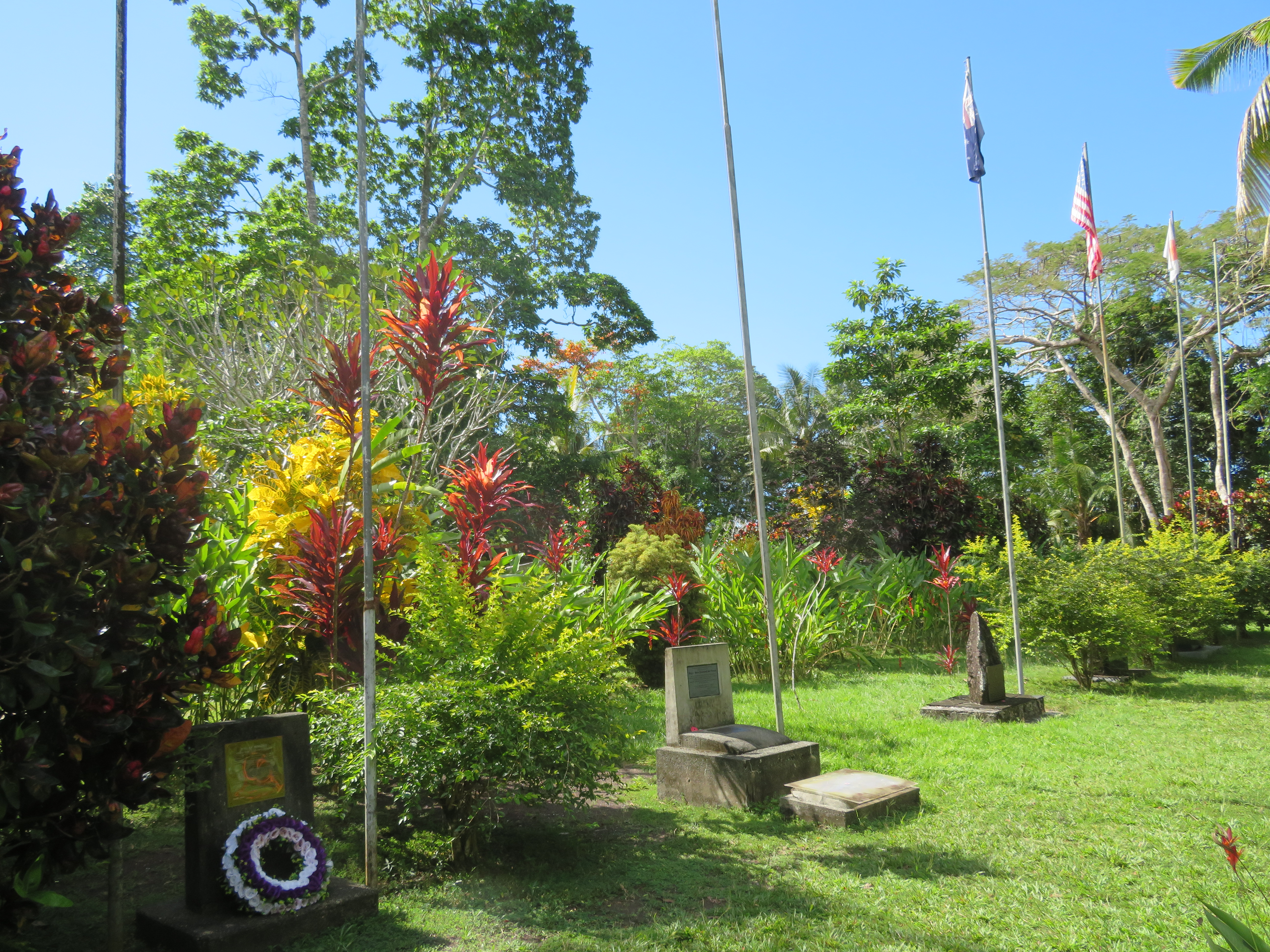
Denkmäler im Vilu War Museum

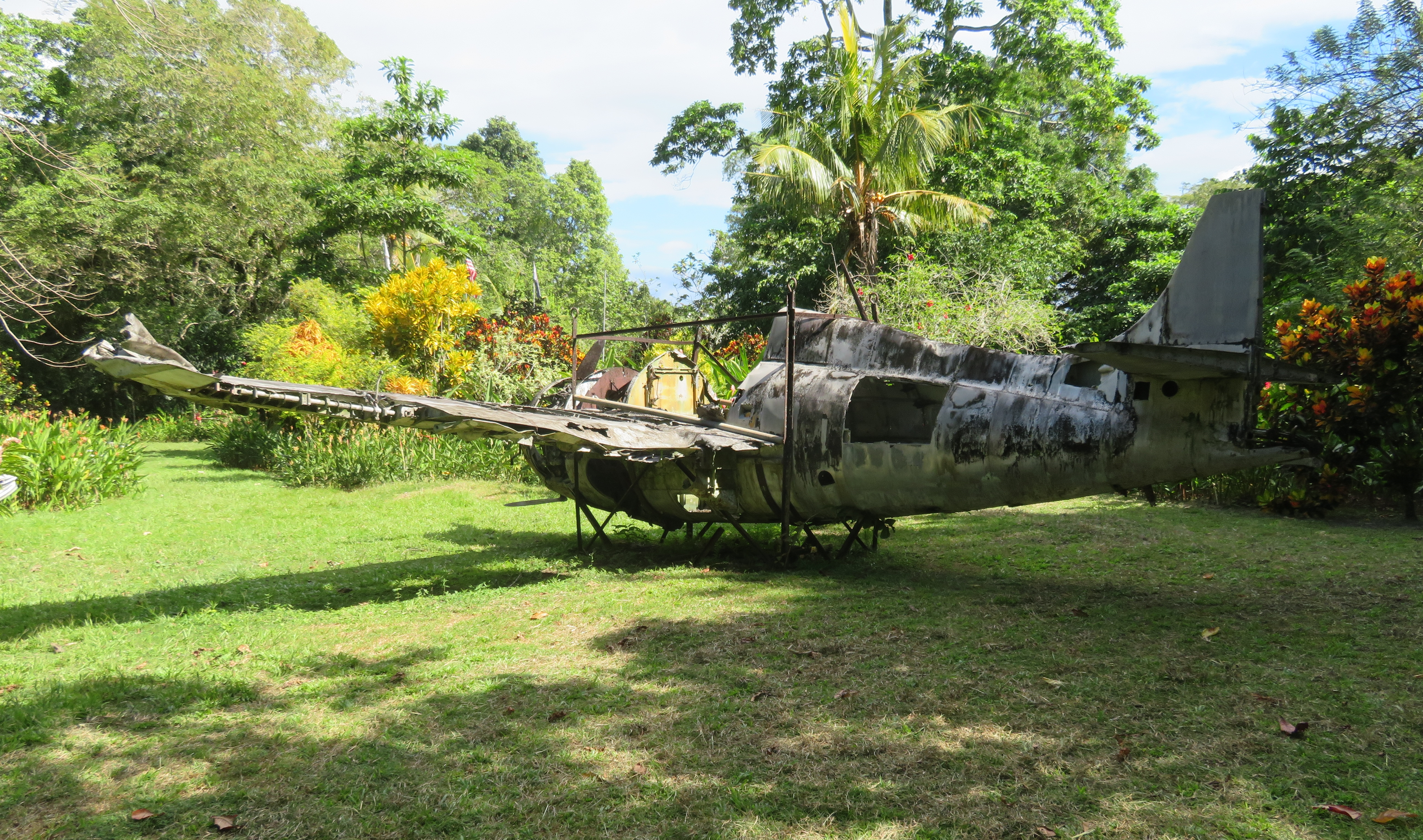
Flugzeugwrack im Vilu War Museum

Durch ihren Sieg auf Guadalcanal konnten die US-Amerikaner den Seeweg zwischen Australien und Amerika endgültig sichern. Guadalcanal wurde ein wichtiger Ausgangspunkt der folgenden alliierten Operationen gegen die Nördlichen Salomonen, Ost-Neuguinea und Rabaul, den japanischen Hauptstützpunkt im Südpazifik. Diese wurden ab dem Juni 1943 als Operation Cartwheel durchgeführt, in deren Rahmen im August 1943 die Guadalcanal, Bougainville and Tokyo Railroad verlegt wurde und die bis ins Jahr 1944 andauerte. Die Schlacht um Guadalcanal war eine der längsten und erbittertsten der amerikanischen Militärgeschichte. Die amerikanischen Verluste in den Bodenkämpfen werden mit 1.492 angegeben, die der Japaner mit 14.800. Das damals umkämpfte Flugfeld ist heute der zivile Flughafen Honiaras, der Hauptstadt der Salomonen. Der alte Name Henderson Field wurde erst im Dezember 2003 trotz des Protestes vieler amerikanischer Veteranen in Honiara International Airport geändert.

## Gedenkstätte Vilu War Museum
Etwa 25 km nordwestlich von Honiara, der Hauptstadt der Salomonen, wurde mit dem Vilu War Museum eine würdige Gedenkstätte mit mehreren Denkmälern für die Gefallenen der verschiedenen Nationalitäten errichtet. In der gepflegten Anlage, einer der wichtigsten Sehenswürdigkeiten der Insel Guadalcanal, sind außerdem zwischen eindrucksvoller tropischer Vegetation zurückgelassenes Kriegsgerät sowie mehrere Flugzeugwracks ausgestellt.

## Filme

### Spielfilm
- Guadalkanal – die Hölle im Pazifik (Guadalcanal Diary), USA 1943: Regie Lewis Seiler; Darsteller Anthony Quinn, Richard Jaeckel. 93 min.
- Stählerne Schwingen (Flying Leathernecks), USA 1951: Regie Nicholas Ray; Darsteller John Wayne, Robert Ryan. 102 min. Major Kirby (John Wayne) führt eine Wildcat-Staffel der Marines in den Kampf um Guadalcanal.
- Urlaub bis zum Wecken (Battle Cry), USA 1955: Regie Raoul Walsh; Darsteller Van Heflin, James Whitmore, Aldo Ray. 121 min. Verfilmung des Romans Battle Cry von Leon Uris, der auch das Drehbuch schrieb. Der Roman basiert auf seinen eigenen Kriegserlebnissen als Marineinfanterist.
- Der schmale Grat (The Thin Red Line), USA 1998. Regie Terrence Malick; Darsteller Sean Penn, Nick Nolte, John Savage, John Travolta, George Clooney. 170 min. Die Schlacht von Guadalcanal bildet den Hintergrund des Antikriegsromans The Thin Red Line (deutscher Titel: Insel der Verdammten) des amerikanischen Schriftstellers James Jones, der selbst an den Kämpfen teilgenommen hatte. Das Buch wurde unter dem Originaltitel 1964 von Andrew Marton und 1998 erfolgreich von Terrence Malick verfilmt.
- The Pacific, USA 2010 – 10-teilige Miniserie des Pay-TV-Senders HBO über den Pazifik-Feldzug der US-Streitkräfte im Zweiten Weltkrieg. Produziert wurde die Miniserie genau wie Band of Brothers von Steven Spielberg und Tom Hanks. Teil 1 und Teil 2 der Miniserie handeln von der Landung und der Schlacht um Guadalcanal.

### Dokumentation
- Victory at Sea, USA 1952/53. Miniserie in 26 30 min-Folgen über den Seekrieg 1939–1945. Wurde u. a. für die Musik bekannt. (6 DVDs)
- Battle Group: Halsey, USA 2001. Regie: Wayne Weiss. Dokumentation über Admiral William Halsey, Sprecher ist Miguel Ferrer. 90 min.
- Battlefield – Guadalcanal, 2004 (DVD)
- Robert D. Ballard: National Geographic – Die verlorene Flotte von Guadalcanal, 1993 (Video)
- James Bradley: Die Flaggen unserer Väter